# Schlüssel

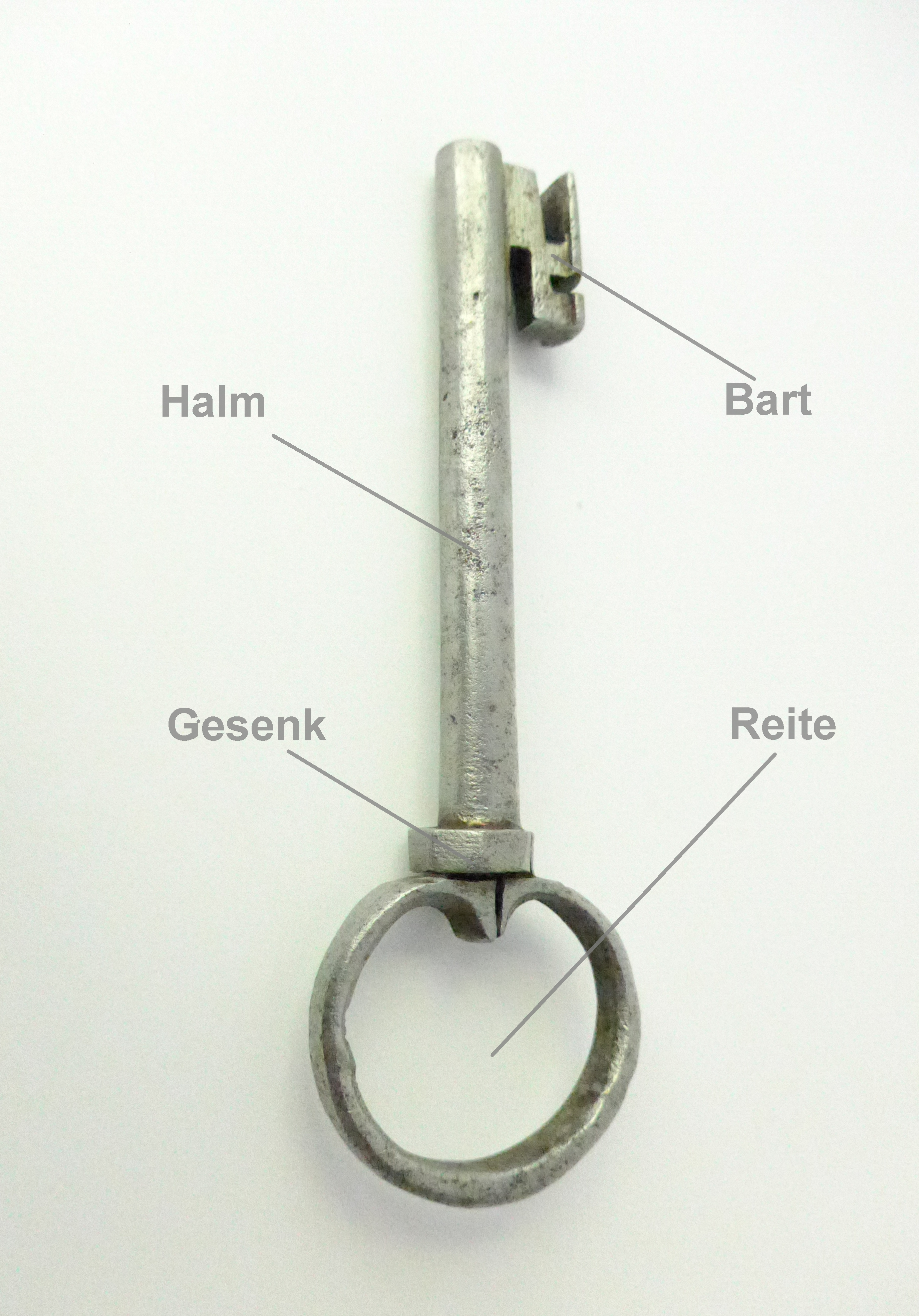
Bestandteile eines historischen Türschlüssels

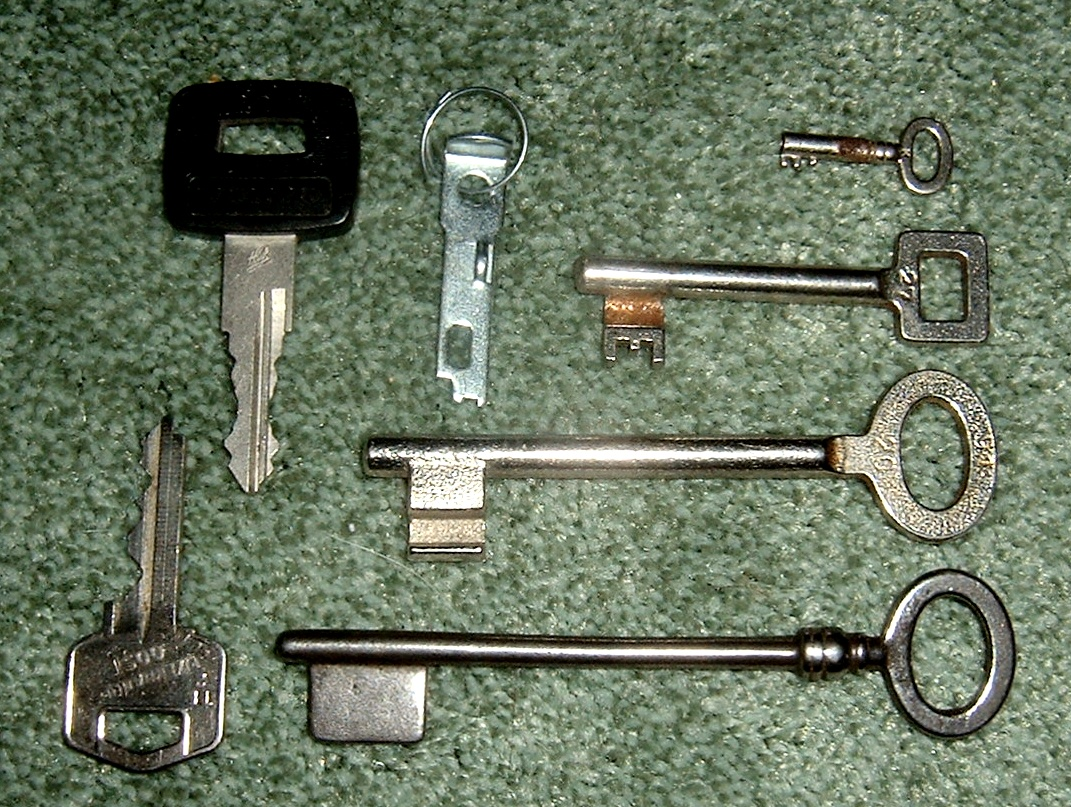
Diverse Schlüssel

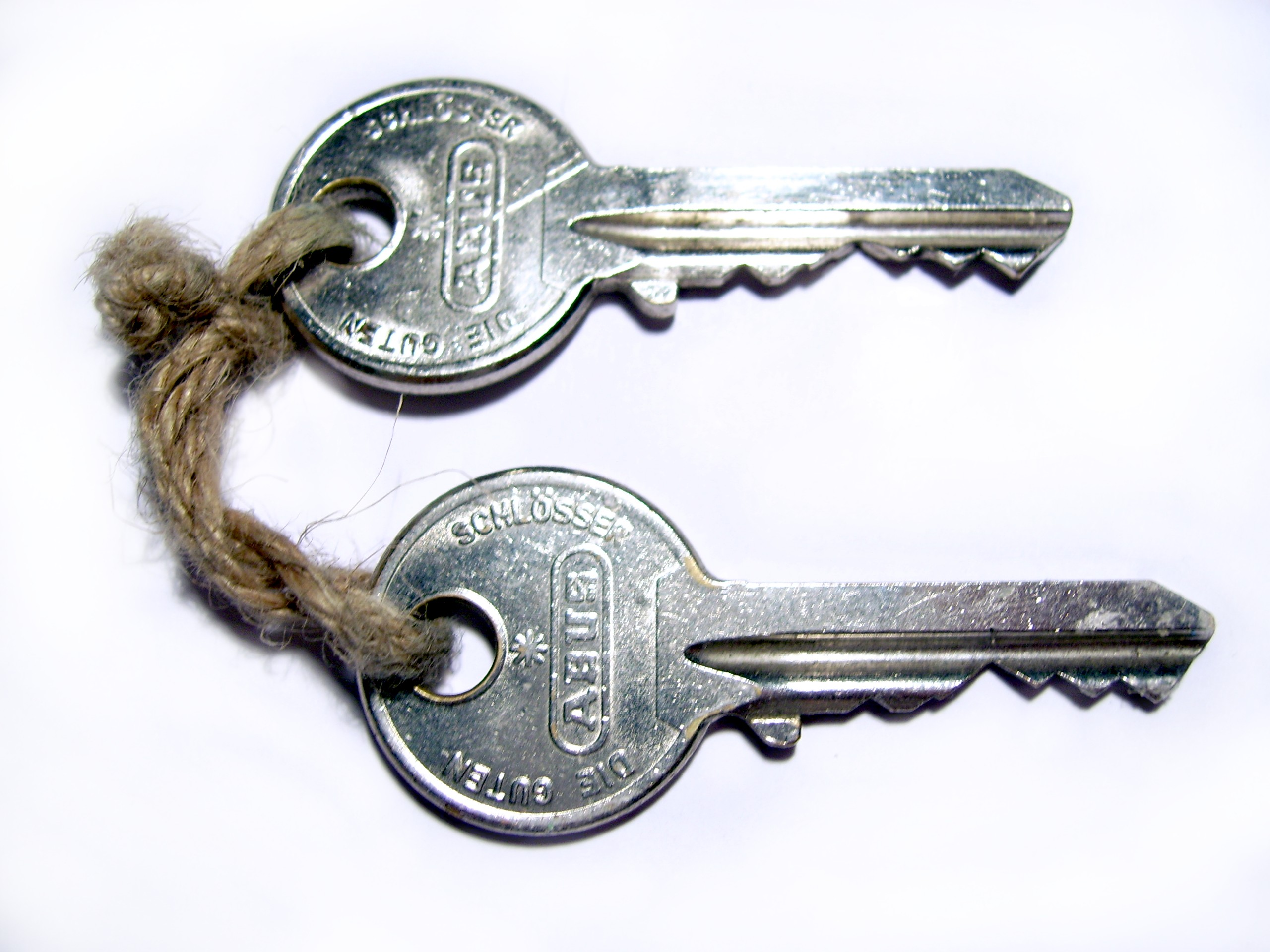
Zwei gleiche Schlüssel

Ein Schlüssel ist ein Werkzeug zum Verschließen und Öffnen eines Schlosses, z. B. eines Türschlosses oder Vorhängeschlosses. Dazu wird meist der Schlüssel durch das Schlüsselloch in das Schloss eingeführt und dieses durch Drehung geöffnet. Schlüssel dienen dem Einbruchschutz und der Zutrittskontrolle.
Jeder Schlüssel hat einen spezifischen Code. Diese Schließcodierung oder Schlüsselcodierung bezeichnet die Anordnung und Kombination der Löcher bzw. Zähne (Zacken) am Schlüsselbart. Dadurch kann der Schlüssel einem oder mehreren gleichen Zylindern zugeordnet werden, die dieser Codierung entsprechen.
Die historisch häufigste Schlüsselform ist der Buntbartschlüssel. Sein Griff wird als Räute, Räude, Reite oder Reide bezeichnet. Diese konnte in früheren Zeiten reich verziert sein. Der die Verschlussvorrichtung erfassende, im Idealfall nur zu einem bestimmten Schloss passende Teil heißt Bart. Er ist an den Halm hart angelötet, mit ihm gegossen oder geschmiedet. Der Halm kann massiv (Volldorn) oder hohl (Hohldorn) ausgeführt sein. Um die Einschubtiefe des Schlüssels zu begrenzen, ist manchmal eine Verdickung am Halm (Gesenk, Ansatz) angebracht. Das alles soll gewährleisten, dass das entsprechende Schloss nur mit diesem oder einem baugleichen Schlüssel aufgeschlossen werden kann. Denn die Aufgabe eines Schloss-Schlüsselsystems ist der Schutz eines Raumes, eines Fahrzeuges oder anderer Gegenstände vor unbefugtem Betreten, Benutzen oder anderweitigem Zugriff.
Schlüssel bestanden anfangs aus Holz, später – wie heute fast ausschließlich – aus Metall. Sie sind meist mit einem Schlüsselring verbunden und häufig bilden mehrere Schlüssel so einen Schlüsselbund. Schlüssel, die für den Gebrauch durch mehrere berechtigte Personen gedacht sind, werden oft in einem Schlüsselkasten aufbewahrt.

## Geschichte von Schloss und Schlüssel
Die geschichtliche Herkunft einzelner Sperrsysteme ist im Artikel Schloss (Technik) beschrieben. In dem folgenden Abschnitt dagegen wird die Gesamtentwicklung chronologisch abgehandelt.

### Vor- und Frühgeschichte
Aus der späten Bronzezeit sind zum Beispiel in den Pfahlbausiedlungen des Alpenraumes vorgeschichtliche Bodenfunde von 30 bis 50 cm langen bronzenen Schlüsseln in Form von sichelförmigen Haken gemacht worden. Sie bestehen aus zwei Teilen: dem Griff, der häufig einen Ringabschluss aufweist und dem langen hakenförmigen Schaft, welcher kurz vor dem Ende noch einmal kurz nach innen gebogen ist. Der Griff ist manchmal tordiert oder mit plastischen Querrippen verziert. Besonders aufwendig gearbeitete Schlüssel weisen auch Entlein oder stilisierte Wasservögel auf. Oft fehlen die Griffe allerdings auch ganz, da sie aus organischem Material bestanden. Mit diesen bronzezeitlichen Schlüsseln wurden einfache Schlösser aus Holz betätigt: Hierbei wurde durch ein Loch in der Tür der innenseitig angebrachte Riegel zur Seite geschoben.
Von ähnlicher Form, aber aus Eisen, sind die Schlüssel der Kelten aus der Hallstatt- und Latènezeit. Spätere Beispiele haben mehrzinkige Hakenformen.

### Antike

#### Ägyptische Schlüssel
In Ägypten waren bereits im Neuen Reich von außen zu bedienende Verriegelungstechniken mit Hilfe eines Stoßschlüssels bekannt, die auch mehrfach materiell und literarisch nachgewiesen sind.

#### Griechische Schlüssel
In der griechischen Antike sind Schlüssel wohl in homerischer Zeit aufgekommen, die auch in der Ilias und Odyssee beschrieben werden.
Bei den griechischen Schlüsseln werden zwei verschiedene Typen unterschieden: der Tempelschlüssel, der älteste Typ, der seit etwa 1000 v. Chr. in Gebrauch ist und der lakonische Schlüssel, der seit dem 5. Jahrhundert v. Chr. verwendet wird.
Der Tempelschlüssel besteht aus Bronze, ist etwa 40–50 cm lang und wurde aufgrund seiner Größe auf der Schulter getragen. Er hat sich außer in Inschriften auch materiell erhalten und war ein Attribut von Priestern und Priesterinnen, für die die Tempelschlüssel ein Symbol der Würde und Macht darstellten. Der Griff der Tempelschlüssel ist bearbeitet und war meist ursprünglich mit Holz oder Elfenbein ausgekleidet. Vom griechischen Tempelschlüssel gibt es wenig erhaltene Exemplare, die zugehörigen Schlösser aus Holz sind gar nicht mehr vorhanden, konnten allerdings rekonstruiert werden. Bei diesem Schloss wird der Schlüssel durch ein rundes, mit Metall eingefasstes Schlüsselloch gesteckt und der Riegel mit einem gezielten seitlichen Stoß beiseitegeschoben. Damit der Schlüssel hierbei die Anschlagstelle besser traf, wurde das Ende oft breiter ausgeschlagen. Um das Schloss wieder zu schließen, wurde der Riegel mit einem Riemen wieder an seinen Platz zurückgeschoben.
In der nachhomerischen Zeit wurde der Schlüssel perfektioniert und der lakonische Schlüssel erfunden. Die zugehörigen Schlösser besaßen eine besser durchdachte Schließvorrichtung und boten damit größere Sicherheit. Der lakonische Schlüssel wurde aus Eisen geschmiedet. Er besitzt einen geraden Schaft mit rechtwinklig abgebogenem Bart mit drei oder vier Zähnen. Diese heben im hölzernen Schlossmechanismus entsprechende Sperrklötzchen (βάλανοι/balanoi) hoch, daher der Name Balanos-Schloss. Das Griffende ist oft ringförmig ausgeschmiedet. Beim zugehörigen Schloss wurde ein hölzerner Riegel von außen durch einen Riemen in die Schließstellung gebracht und anschließend kunstvoll verknotet. Um das Tor öffnen zu können, musste der Riemen entknotet werden, damit man anschließend den mit Kerben oder Höckern versehenen Riegel durch den lakonischen Schlüssel zurückschieben konnte. Der lakonische Schlüssel ist mit 10–14 cm wesentlich kürzer als der Tempelschlüssel. Er ist Vorbild für keltische und römische Schlüssel.

#### Keltische Schlüssel

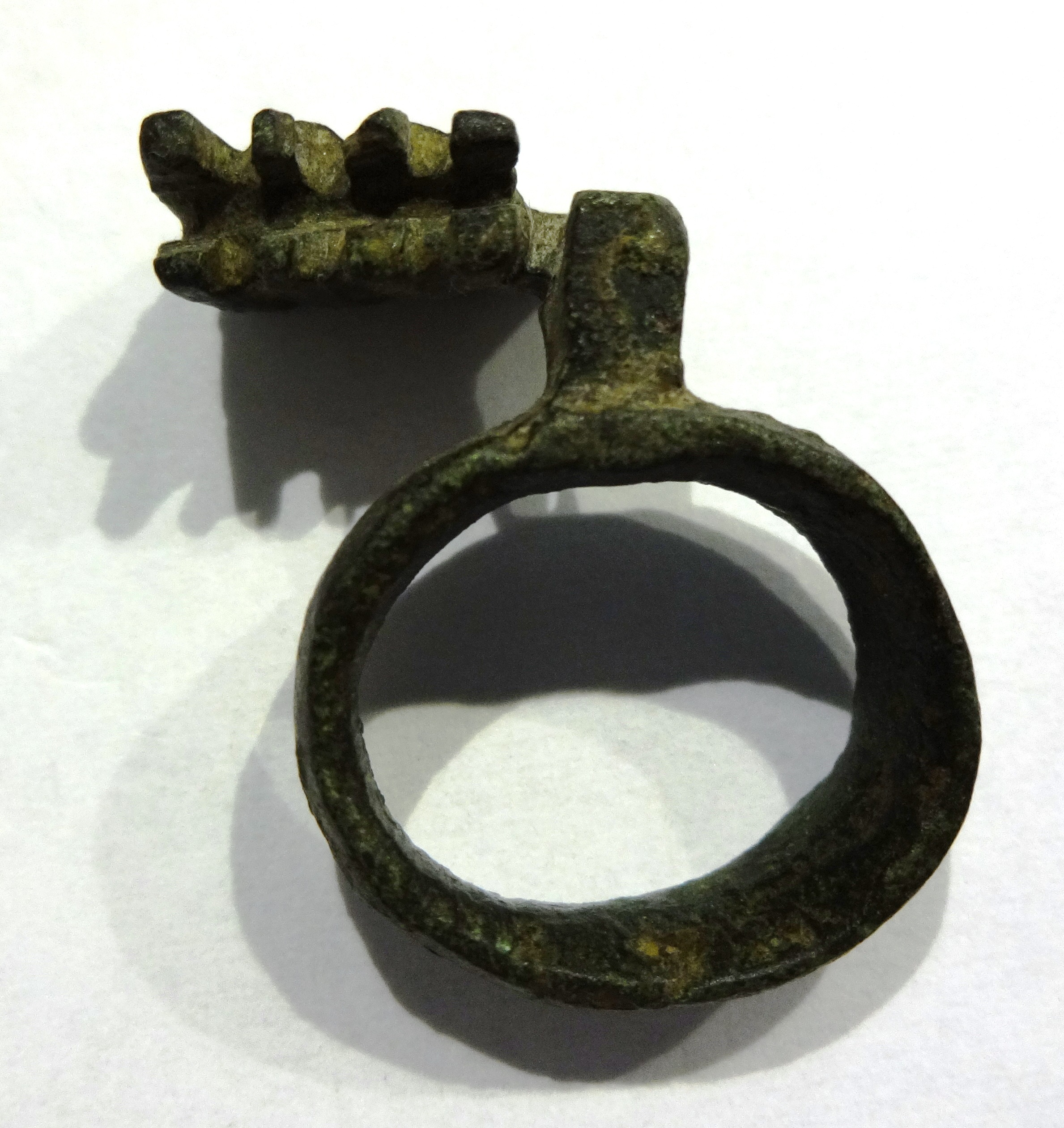
Römischer Schlüsselring aus Bronze

In der Hallstattzeit waren die Schlüssel aus Schmiedeeisen und dienten als Grabbeigabe. In ihrer Form und Größe ähnelten sie den bronzezeitlichen Schlüsseln. Sie sind mit 25–40 cm recht lang.
Auch die Schlüssel der Latènezeit bestehen aus Schmiedeeisen. Das Griffende ist ringförmig ausgeschmiedet, vereinzelt ist auch ein Gesenk anzutreffen. Der Bart hat die Form einer hakenförmigen Spitze und drei oder mehr Zähne. Es existieren auch T- oder ankerförmigen Bärten. Mit 6–30 cm sind sie kürzer als die Schlüssel der Hallstattzeit.
Außer der Aufteilung in hallstatt- und latènezeitliche Schlüssel werden die keltischen Schlüssel zudem noch weiter nach Aussehen und Funktion unterteilt. Als einfache Schlüsselformen gelten hakenförmige, s-förmige und lakonische Schlüssel. Zudem gibt es Schlüssel zu Federschlössern. Dieses Schlüssel-Schloss-Prinzip besteht aus dem vierkantigen Feder- oder Ösenstift, der als Sperrschlüssel fungiert und dem Schlüssel mit rahmenförmig geschmiedetem Bart. Der Sperrschlüssel wird hierbei durch einen schmalen Schlitz gesteckt. Dabei werden die federnden Flügel des Schlosses zusammengedrückt und schnellen nach dem Passieren der Öffnung wieder zusammen. Der Sperrschlüssel kann anschließend nicht mehr zurückgezogen, sondern nur noch durch den rahmenförmigen Schlüssel gelöst werden, dessen Bart die Federn wieder andrückt.

Wichtig sind zudem noch die Sanzeno-Schlüssel, benannt nach ihrem Fundort Sanzeno im Trentino. Sie nehmen aufgrund ihrer Größe (35–52 cm) und ihrer charakteristischen Bärte eine Sonderstellung unter den keltischen Schlüsseln ein. Bekannt sind etwa 50 aus Bronze oder Eisen bestehende Schlüssel. Der Griff der Schlüssel ist verschieden geformt, es existiert eine Art Frühform des Gesenks, der Bart weist bizarre Formen auf. Bei den Sanzeno-Schlüsseln handelt es sich vermutlich um eine frühe Form des Hebe-Schiebe-Schlüssels. Hierbei wird der Schlüssel durch ein L-förmiges Schlüsselloch in das Schloss eingeführt. Die Bartzinken greifen von unten in den an der Innenseite der Tür angebrachten Holzriegel, heben diesen an und schieben ihn zur Seite.

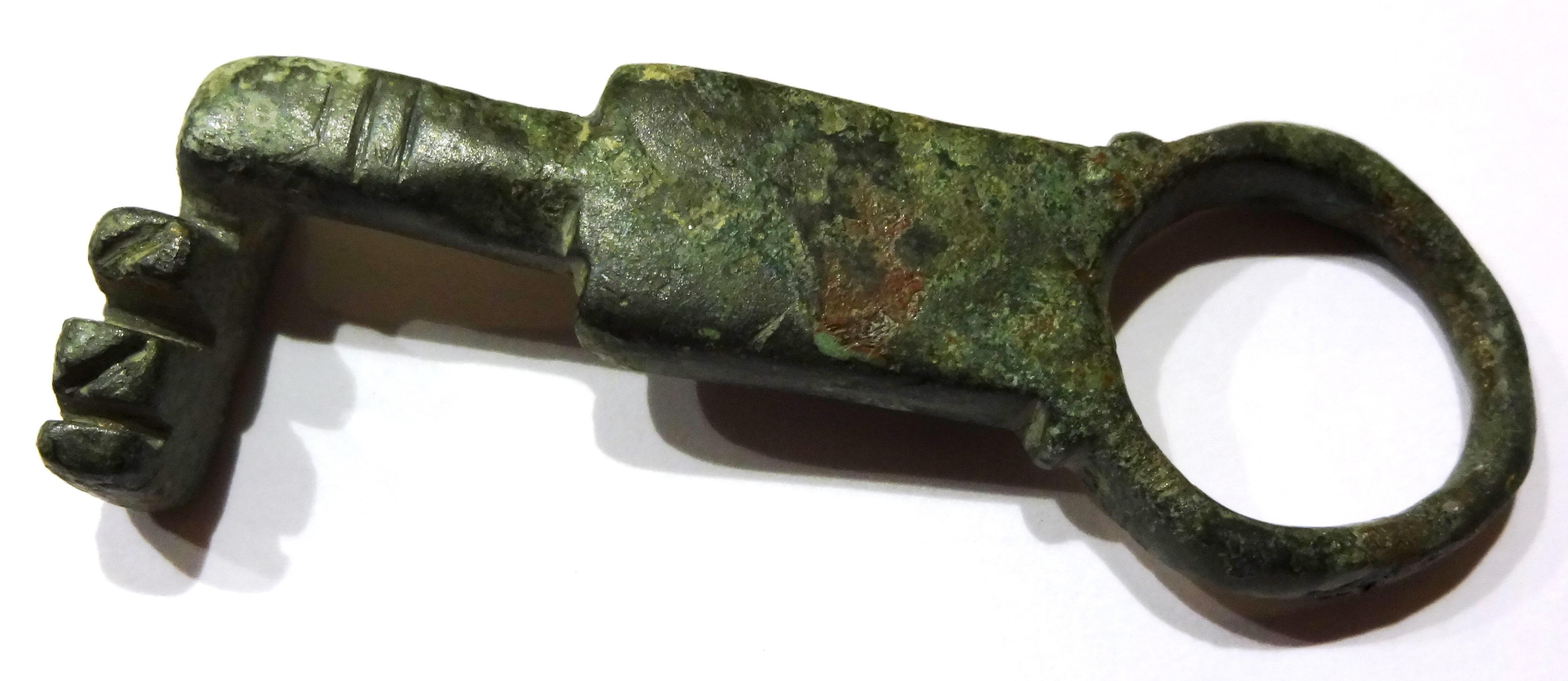
Römischer Schlüssel aus Bronze, ca. 6,6 cm lang

#### Römische Schlüssel
In der archaischen Epoche gibt es keine bekannten Schlüssel, es wird jedoch davon ausgegangen, dass auch hier Schlüssel existierten. Auch bei den Etruskern sind kaum Schlüssel vorhanden, diese wurden erst mit der Eroberung durch die Römer wirklich bekannt.
In der römischen Republik wurde der lakonische Schlüssel nach griechischem Vorbild verwendet. Hiermit wurden beispielsweise Haustüren verschlossen. Truhen wurden mit Riemen verschnürt und versiegelt. Die Siegel wurden hier am Mittelfinger der linken Hand getragen und als Fingerschlüssel bezeichnet.
Die römische Schließtechnik entwickelte sich erst in der Kaiserzeit, also etwa seit der Zeitenwende um Christi Geburt, entscheidend weiter. Die hölzernen Riegel wurden zunehmend durch Metallkonstruktionen abgelöst. Die nach der Öffnungsbewegung so genannten Hebe-Schiebe-Schlüssel dazu sind am abgewinkelten, senkrecht zum Griff stehenden Bart zu erkennen. Zahllose Exemplare sind als archäologische Funde überliefert (im Kastell Saalburg hat man über 200 Stück gefunden). Ihr Format und ihre Häufigkeit lassen darauf schließen, dass nicht nur Türen, sondern auch Behältnismöbel und Kästchen so verschlossen wurden. Die Reite mancher kleinen Schlüssel erlaubte es, sie wie einen Ring am Finger mit sich zu tragen. Auch Drehschlüssel, deren Schlösser technisch aufwendiger waren, kamen schon bei den Römern vor. Größere Schlüssel waren aus Eisen geschmiedet, die kleineren aus Bronze gegossen, auch solche mit Griff aus Bronze und Bart aus Schmiedeeisen sind bekannt. Die Schlüssel wurden hierbei in Formen hergestellt, der Bart erhielt seine Form durch nachträgliches Schleifen oder Sägen. Bestand der Schlüssel aus Bronze und Eisen, wurde der Bart im Wachsausschmelzverfahren angegossen. Die römischen Schlüssel sind zwischen 2 und 25 cm lang und haben einfache bis sehr aufwendig gestaltete Griffe, beispielsweise in Tiergestalt. Der Bart hat verschieden viele Zähne und kann durchbrochen sein.

#### Schlüssel aus Israel
Eine wichtige Form des Schlüssels in Israel war der Ellenbogenschlüssel des 2. Jahrhunderts v. Chr. Dieser ist eine Art Hebe-Schiebe-Schlüssel. Der Schaft ist nicht gerade, sondern im rechten Winkel gebogen und besteht somit aus Ober- und Unterarm. Er hat 5 Zähne, ist aus Eisen und besitzt im Fall von großen Schlüsseln einen kugelförmigen Griff aus Holz. Beim zugehörigen Schloss ist der Riegel nach dem Verschließen blockiert, weil ihn eine Zuhaltung aus Zinken festhält, die von einer oder mehreren Federn in entsprechende Löcher des Riegels gedrückt werden. Der Schlüssel wird dann von außen in das Schlüsselloch eingeführt, der Unterarm greift den Riegel, der Bart hebt die Zuhaltung und der Riegel kann herausgezogen werden, wobei der gesamte Schlüssel als Griff dient.

### Mittelalter

#### Angelsächsische Schlüssel (6.–11. Jahrhundert)
Die angelsächsischen Schlüssel sind vor allem als Grabbeigaben für die Reise ins Jenseits bekannt. Es gibt allerdings nur wenige Schlüsselfunde und somit nur wenige Informationen. Die Schlüssel bestehen aus Bronze, haben eine Öse, einen einfachen Bart und wurden vermutlich an einer Kette um den Hals getragen.

#### Wikingerschlüssel (8–11. Jahrhundert)
Es gibt zahlreiche Funde von Wikingerschlüsseln. Sie sind gekennzeichnet durch einen schlichten, durchbrochenen Bart, einen kurzen Schaft und eine große, ornamental oder tierfigürlich ausgestaltete Reide. Häufig sind auch stark stilisierte Drachenmuster, Flechtmuster, anthropomorphe Gestalten. Hergestellt wurden die Wikingerschlüssel aus Bronze. Sie waren zudem nicht nur Gebrauchsgegenstand, sondern auch Amulett und wurden am Körper getragen.

#### Frühmittelalterliche und karolingische Schlüssel
Aus dem frühen Mittelalter sind nur sehr wenige Schlüssel erhalten, das Wissen über sie ist daher nur sehr spärlich. Sie bestehen aus Bronze, sind mit 6–13 cm eher klein und haben eine reich durchbrochene Reide. Selten sind auch laternenförmige, dekorative Schlüssel, die oft ein Gebäude oder einen Gebäudeteil darstellen. Der Bart ist sehr einfach und hat oft die Form eines Raubvogelkopfs. Es handelt sich um Drehschlüssel mit Ring- und Punzverzierung.

#### Romanische Schlüssel
Auch romanische Schlüssel sind sehr selten. Sie bestehen wie die frühmittelalterlichen Schlüssel aus Bronze, sind eher klein (4–12 cm) und haben eine runde Reide. Ab dem 12. Jahrhundert überwiegen schmiedeeiserne, bedeutend größere Schlüssel mit Reiden in geometrischer Form. Die auffallend lange Schaftspitze überragt den Bart weit und sorgt damit für ein erleichtertes Eindringen in verstopfte Schlüssellöcher. Ab der Mitte des 12. Jahrhunderts waren die Schlüssel bis zu 30 cm lang, mit kreuzförmigen Mustern auf der Reide. Die frühromanischen Bärte sind klein und einfach und werden später oft groß. Manchmal sind sie mit geometrischen Mustern durchbrochen. Wie im gesamten Mittelalter handelt es sich um Drehschlüssel.

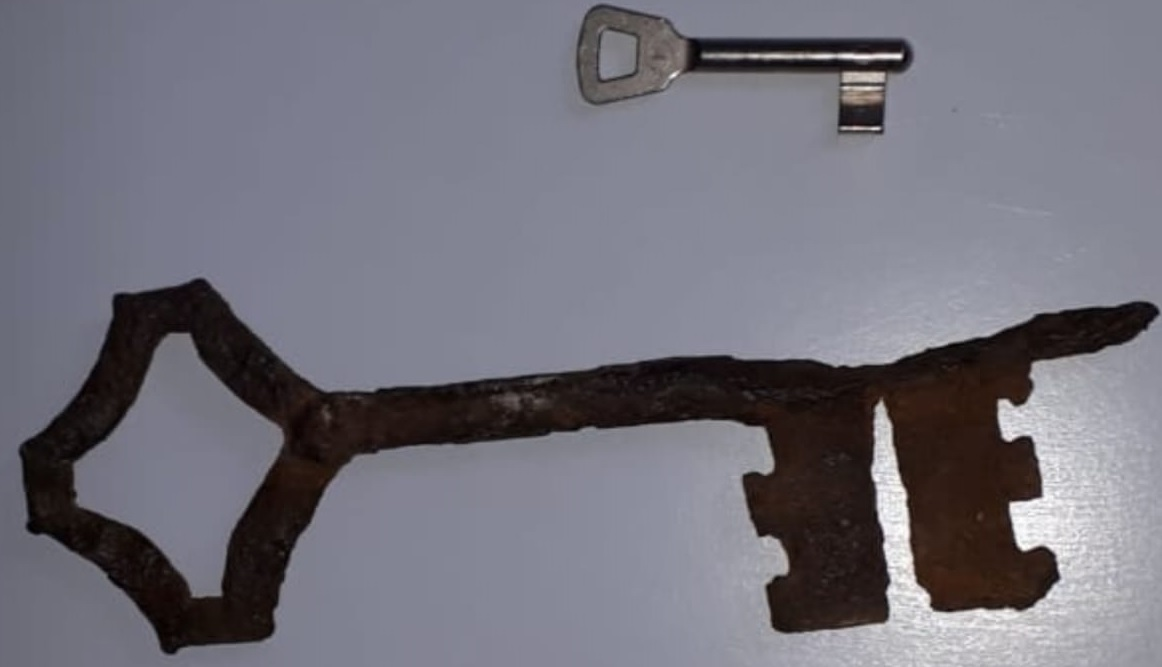
Romanischer Schlüssel

#### Gotische Schlüssel
In der Gotik wurden gotische Ornamente mit Bogen-, Pass- und Blattformen zu verbindlichen Formen der Schlüssel. Charakteristisch ist vor allem die Rautenform der Reide, deren Enden oft vergrößert ausgeschmiedet wurden. Zudem weisen die Schlüssel oft Noppen und, in Anlehnung an die Fensterrosetten, Rosetten auf. In der frühen Gotik waren die Schlüssel noch aus Bronze, 3–12 cm lang und wiesen einen einfachen Bart auf. In der Hoch- und Spätgotik wurden die Schlüssel aus Schmiedeeisen hergestellt und waren bis zu 50 cm lang. Der Bart entwickelte sich zu einem feingliedrigen Kammbart, welcher oft mit Kreuzen und Rechtecken reich durchbrochen war. Zudem wurde in der Bamberger Rechtsurkunde von 1329 erstmals das Nachmachen von Schlüssel unter Strafe gestellt. Die Regensburger Zunftordnung von 1393 schrieb zudem vor, dass die Bärte der Schlüssel so gut angepasst werden mussten, dass das Öffnen der Schlösser mit einem anderen Schlüssel unmöglich sei.

### Neuzeit

#### Renaissance-Schlüssel (15.–16. Jahrhundert)
In der Renaissance war es durch die aufkommende Stahlschnitttechnik zum ersten Mal möglich, Figuren plastisch aus einem geschmiedeten Metallstück herauszuarbeiten, was die Möglichkeiten der Dekoration extrem erweiterte. Allgemein sind die Schlüssel der Renaissance 4–30 cm lang, sind Drehschlüssel und haben Bärte mit feinen Einschnitten. Zudem sind die Bärte sternförmig, kreuzförmig oder mäandrisch durchbrochen. In den unterschiedlichen Regionen Europas entwickelten sich hierbei verschiedene Stile. In Deutschland, der Schweiz und in Österreich waren Schlüssel mit gerollter Ornamentik typisch, welche einen Griff aus Doppelspiralen bildeten. In Italien und Frankreich hingegen wurden die Schlüssel mit Grotesken, Akanthusranken, Chimären, Delfinen oder Fabelwesen des Meeres verziert. Die Schlüsselreide wurde so zur kunstvollen Komposition, das Gesenk erhielt die Form eines antiken Kapitells. Besonders hervorzuheben sind die venezianischen Schlüssel. Die haben eine runde oder ovale Reide, welche mit eingelöteten Ornamenten rosettenförmig verziert ist, wodurch sie gotischen Fenstern gleicht. Der Griff ist mit einer Öse oder Krone versehen, der Schaft meist hohl. Der Bart ist einfach oder weist komplizierte, kreuzförmige Einschnitte auf.

#### Laternengriffschlüssel (16.–18. Jahrhundert)
Im 16. Jahrhundert erreichte die Kunst der Schlüssel- und Schlossherstellung mit der Herstellung der Laternengriffschlüssel ihren Höhepunkt. Vor allem die in Frankreich angefertigten Schlüssel sind wahre Kleinode der Schmiedekunst. Um zu dieser Zeit als Meister in die Zunft aufgenommen zu werden, musste der Geselle als Meisterstück ein Schloss mit passendem Schlüssel herstellen, wodurch es zur Herstellung wahrer Kunstwerke kam. Zudem sind die so entstandenen Schlüssel meist signiert und datiert. Die Schlüsselreide der Laternengriffschlüssel wurde zum turmartigen, einer Laterne oder einem Korb ähnlichen sehenden Aufbau stilisiert. Dieser Aufbau ruht auf einer fein durchbrochenen Rosette, welche das Zentrum des Schlüssels bildet. Außen ist diese oft mit Masken oder Ringen verziert. Die Rosette stützt sich auf einen reich durchbrochenen, quadratischen oder rechteckigen Sockel, welcher das Gesenk bildete. Darauf folgt ein kurzer Hohlschaft mit einem feinen Kammbart, welcher bis zu 28 Zähne aufweisen kann. Zu Beginn der Herstellung der Laternengriffschlüssel war der Bart flach, später beilförmig. Die feine Ausarbeitung wurden durch feine Bohr- und Schneidetechnik sowie Stahldreharbeit möglich. Trotz der Feingliedrigkeit der Schlüssel waren diese stark genug, um den Schlossmechanismus in Gang zu setzen.

#### 17.–18. Jahrhundert
Im 17. Jahrhundert kamen schließlich schwere handgeschmiedete Eisentruhen als Tresore der Kaufleute, Adeligen und Zünfte für Geld, Schmuck und wertvolle Dokumente mit den dazu passenden großkalibrigen Schlüsseln auf. Diese Truhen haben oft ein zentral im Deckel angelegtes Schloss. Um dieses zu öffnen, wird durch eine einfache Drehbewegung ein komplizierter Mechanismus in Gang gesetzt, welcher bis zu 25 Schnappriegel betätigt. An der Vorderseite der Truhe befand sich zudem ein Schlüsselloch als Attrappe, während das echte im Truhendeckel getarnt ist. Die zu den Truhen passenden Schlüssel sind wohlgeformt, mit markanten Aussparungen am Bart, oft kreuz- oder sternförmig.
In England trat im 17.–18. Jahrhundert ein weiterer neuer Schlüsseltyp auf. Die neu aufgekommene Stahlschnitttechnik ermöglichte ein Verzieren in bisher unbekanntem Maß. So konnten Schlüssel mit stark durchbrochenen, fein ziselierten Reiden und einem überschwänglich ornamentierten Bund, Schaft und Bart hergestellt werden. Dies ergab leichte, aber solide Schlüssel, beispielsweise für Schränke, Kommoden, Sekretäre und Schmuckkassetten. Die englischen Schlüssel erfreuten sich in England und auf dem Kontinent einer großen Nachfrage, sodass sie in großen Mengen exportiert wurden.

#### Rokoko-Schlüssel
Die Entwicklung leichterer und zierlicherer Möbel wie Schreibtische und Sekretäre im Rokoko hatte eine Verkleinerung und Vereinfachung der Schlüssel zur Folge. An die Stelle reich verzierter Schlüssel aus Schmiedeeisen treten nun hauptsächlich einfache Schlüssel aus Eisen. Diese zeichnen sich vor allem durch ihre asymmetrische Reide aus, welche mit Schweifmustern, Blattwerken oder C-Rocaillen verziert ist. Die Griffe der Schlüssel sind von schlichter Form, das Gesenk ist immer kugelförmig. Die Schlüssel des Rokokos sind Drehschlüssel von 5 bis 25 cm Länge.

#### 19. Jahrhundert
Mit dem 19. Jahrhundert endete die Epoche des handgeschmiedeten Schlüssels. Das Zunfthandwerk wurde zunächst durch die Manufaktur abgelöst, in der die Schlüssel serienmäßig in Handarbeit hergestellt wurden. In der zweiten Hälfte des 19. Jahrhunderts wurden dann Schlossfabriken gegründet, in denen der Herstellungsprozess, in einzelne Arbeitsschritte aufgeteilt, maschinell erfolgte. Durch die industrielle Revolution und eine Vielzahl neuer Schlosskonstruktionen aus Amerika, welche mehr Sicherheit versprachen, wurden nur noch vereinzelt aufwendige Schlüssel von Hand hergestellt.
Vor allem zwischen 1770 und 1851 kamen viele Neuerungen auf; in dieser Zeit wurden etwa 70 Modelle verschiedener Schlösser und Schlüssel patentiert. Eines der ersten patentierten Schlösser war das von Robert Barron mit zwei Zuhaltungen, also bewegliche Teile im Schlossgehäuse, welche beim Umdrehen des Schlüssels den Riegel freigeben. Ein weiterer Pionier war Jeremiah Chubb, der mit dem Chubbschloss ein Mehrzuhaltungschloss mit sechs Zuhaltungen erfand. Bei diesem Schloss gab es bereits über 100 000 Möglichkeiten, die Zuhaltungen beiseite zu schieben. Zudem blockierte beim Einsatz eines Dietrichs ein Detektormechanismus die Zuhaltungen.
Es kam zudem zu einem regelrechten Wettbewerb zwischen Erfindern und Schlossknackern. Für die Überwindung eines als sicher geltenden Schlosses unter Aufsicht wurden hohe Geldpreise ausgesetzt. Für Aufsehen sorgte hierbei vor allem A. C. Hobbs 1851. Er verkündete, dass er in der Lage sei, innerhalb von 30 Minuten das als besonders sicher bekannte Chubb-Schloss zu öffnen. Es gelang ihm, unter Aufsicht das Schloss innerhalb von 15 Minuten zu öffnen und in weiteren 7 Minuten wieder zu verschließen. Daraufhin versuchte er sich an dem als nicht knackbar geltenden Bramahschloss. Er bekam hierfür 30 Tage Zeit, benötigte aber nur 10 Tage für das Aufsperren des Schlosses. Seine Methode wurde als Hobbs’sches Öffnungsverfahren bekannt und veröffentlicht, was sich auch viele Einbrecher zunutze machten.
Von den zahlreichen in dieser Zeit gemachten Erfindungen setzte sich allerdings nur das 1844 von Linus Yale erfundene Schloss durch. Schlüssel und Schloss unterschieden sich erheblich von früheren Konstruktionen und waren zudem für die industrielle Produktion geeignet. Das Yale-Zylinderschloss wurde auf der Great Exhibition in London 1851 zunächst kaum beachtet; erst nachdem das Schloss von Yales Sohn Linus Yale Junior 1864 verbessert worden war, gelang der Durchbruch. Beim Yale-Zylinderschloss sind Schließ- und Riegelkonstruktion getrennt. Der Schlüssel setzt hierbei Zylinder und diese den Riegel in Bewegung, wodurch der Schlüssel sehr klein und flach gehalten werden kann und sich eine große Zahl möglicher Schließvarianten ergibt. Bei älteren Schlüssel-Schloss-Mechanismen war stets der Riegel direkt vom Schlüssel bewegt worden.
Zur Präzisionsmechanik gesellte sich im 21. Jahrhundert die Mikroelektronik in Form von programmierbaren elektronischen Zylinderschlössern. In der Reide ist hierbei die Mikroelektronik mit gespeicherten Zugangscodes untergebracht, im Gesenk folgt das Kontaktfeld, welches die Verbindung zur in der Tür integrierten Elektronik herstellt, die über 25 Billionen Schließkombinationen ermöglicht.

## Heutige Schlüssel: Sonderformen und Varianten

### Generalschlüssel
Mit einem Generalschlüssel können mehrere verschiedene Schlösser entsperrt werden. Bezeichnet wird er auch als Hauptschlüssel, Zentralschlüssel oder Passepartout (von franz. passer ‚durchgehen‘ und partout ‚überall‘).
Der berechtigte Nutzer eines Schlüssels hat die Schlüsselgewalt inne.

### Neubauschlüssel
Unter einem Neubauschlüssel versteht man ein Werkzeug, mit dem sich Türen ohne Beschlag und Klinke öffnen lassen.

### Schlagschlüssel

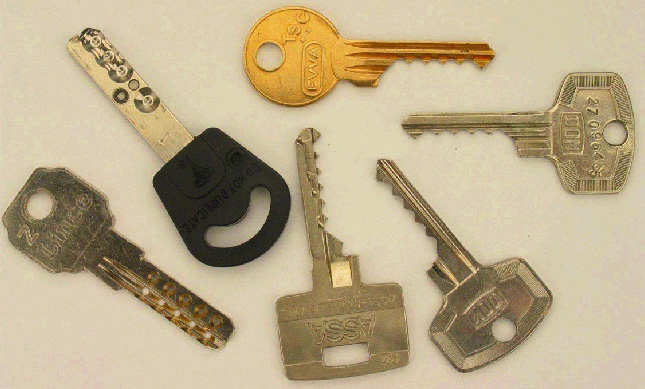
Schlagschlüssel

Das nebenstehende Bild zeigt sogenannte Schlagschlüssel. Die Profilkerben sind alle einheitlich auf der tiefsten Stelle. Mit solchen Schlüsseln und einer besonderen Schlagtechnik kann man die meisten Schließzylinder öffnen. Schlüsseldienste haben üblicherweise solche Spezialschlüssel im Werkzeugkasten.

### Mechanische Schlüssel
Es gibt Buntbart- und Zylinderschloss-Schlüssel. Tresorschlösser lassen sich zum Teil nur durch die Einführung von zwei oder mehr Schlüsseln, die jeweils verschiedene Personen besitzen, aufschließen. Damit ist bei der Öffnung der Tür kein Benutzer allein.
Ferner gibt es Bohrmuldenschlüssel bzw. Wendeschlüssel. Hier wird der Rohling seitlich unterschiedlich tief angebohrt,
das Bohrbild ist auf beiden Seiten identisch – der Schlüssel öffnet, egal wie man ihn in den Zylinder einführt.

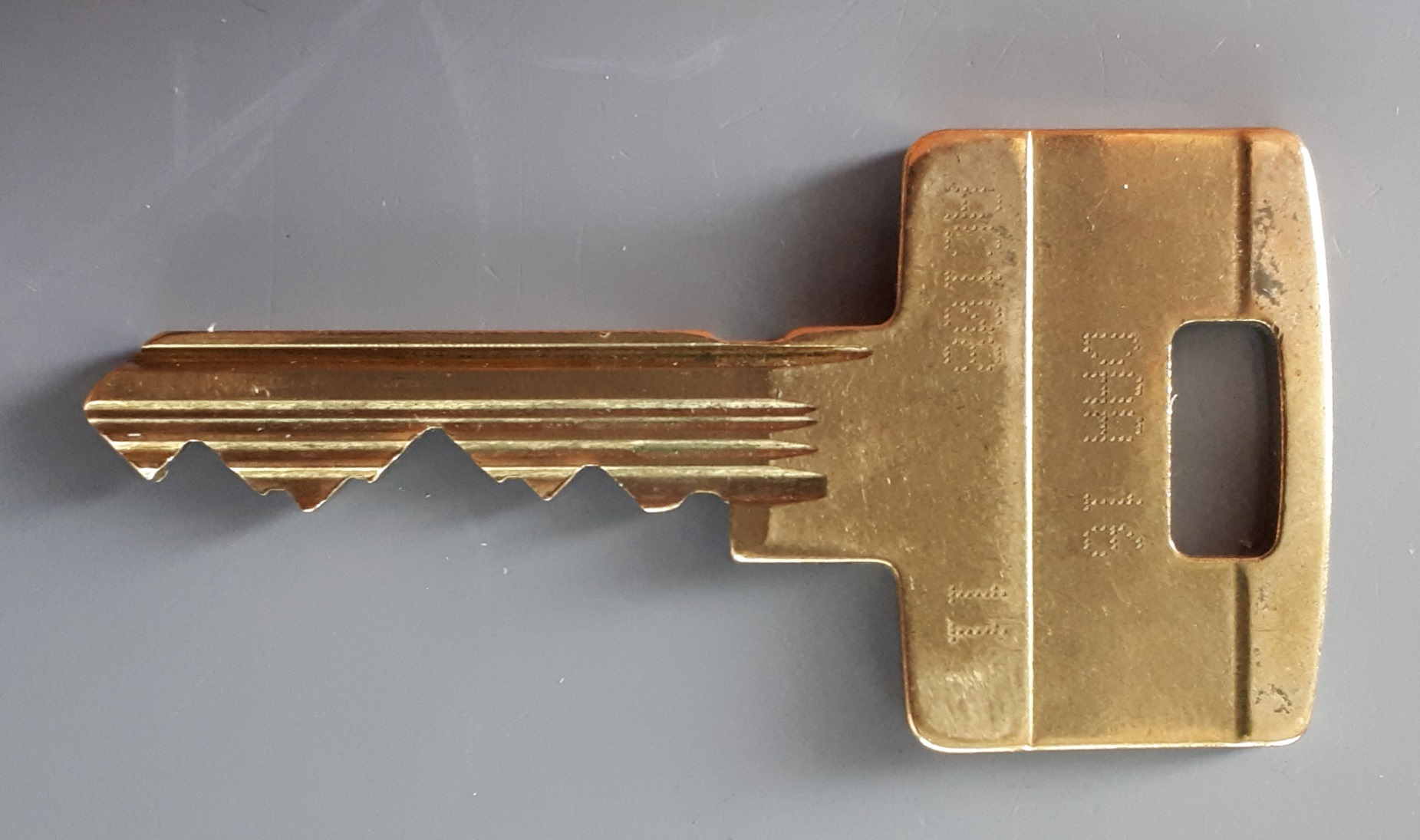
Gezackter Schlüssel
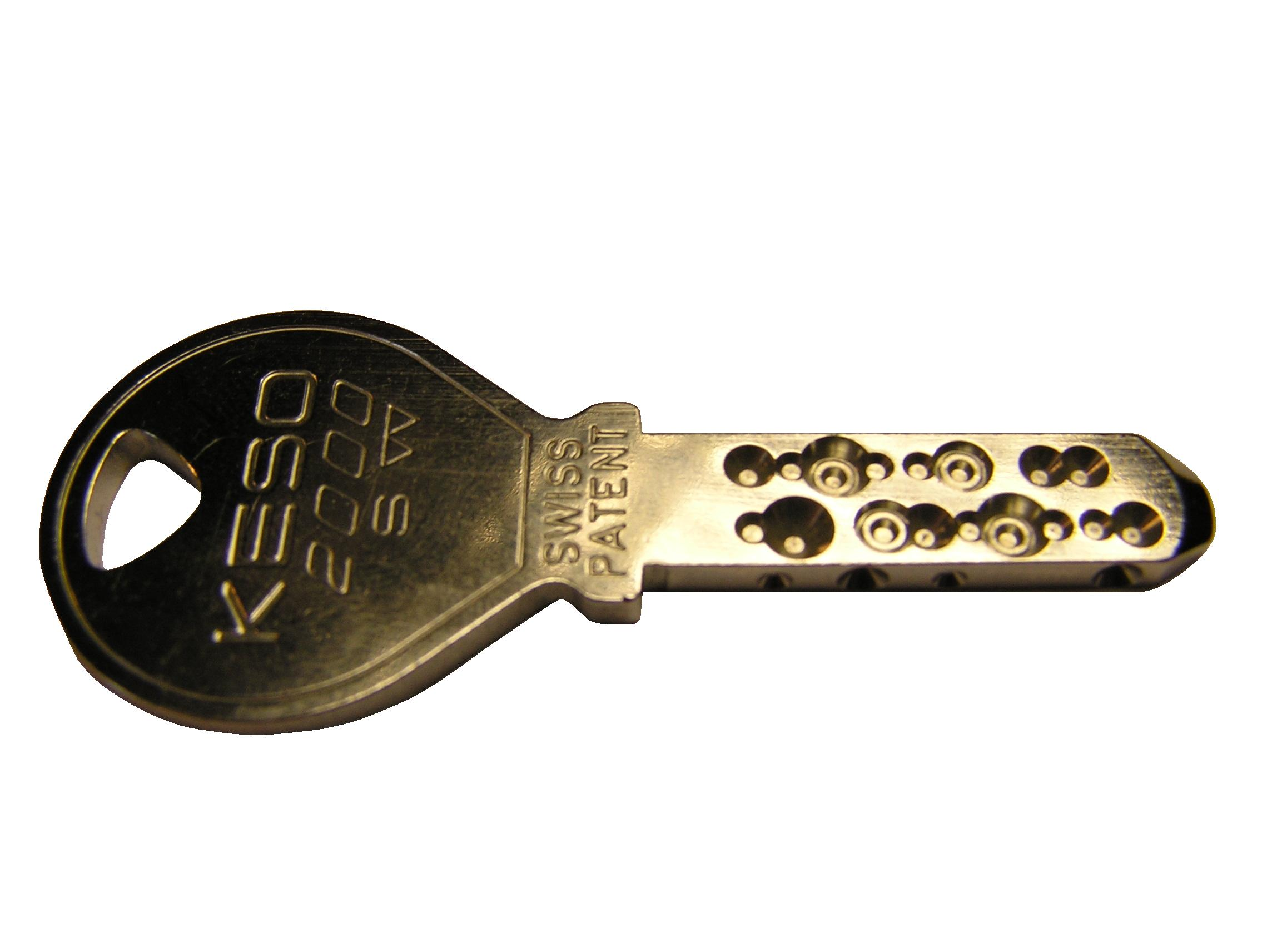
Bohrmuldenschlüssel

Für Wohnungstüren, Vitrinen, Schränke u. Ä. werden auch Kreuzbartschlüssel eingesetzt. Es gibt Einbausicherungen, um Einsteckschlösser mit Buntbartschlüssel auf Kreuzbartschlüssel mit sechs Kodierstiften umzubauen.

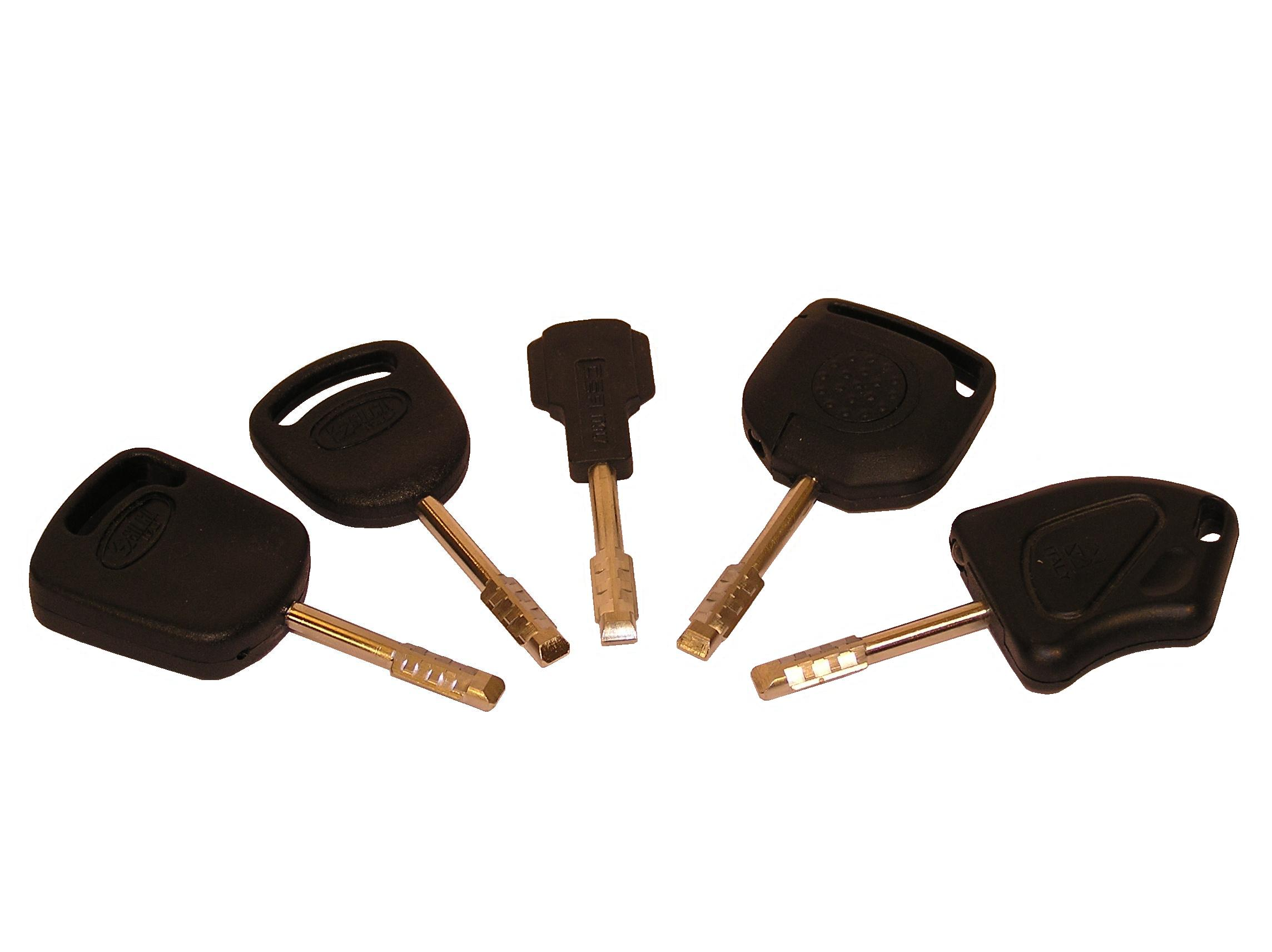
Autoschlüssel/Ford
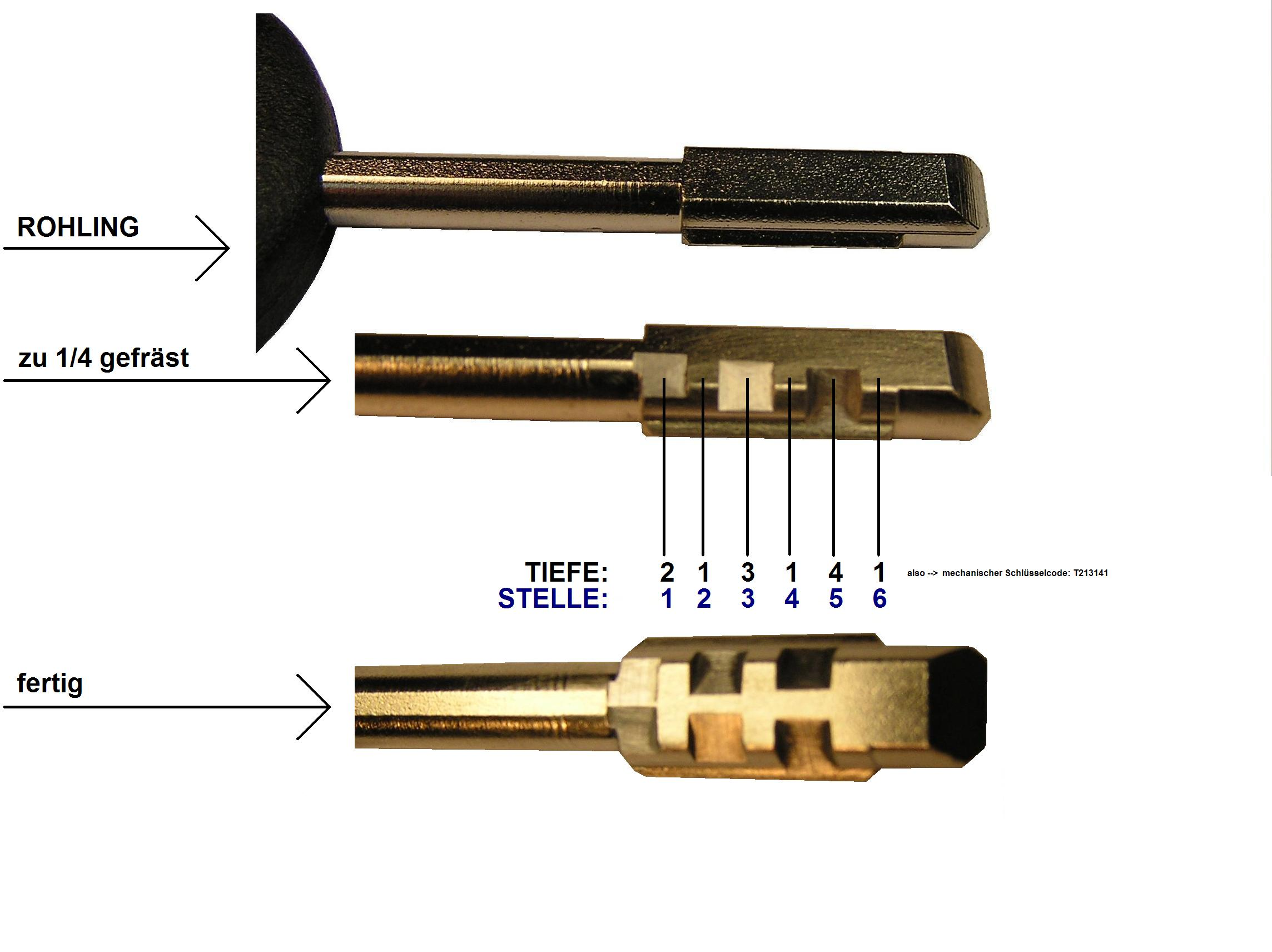
Tibbe-Schlüssel-Code

### Besondere Autoschlüssel
Autoschlüssel (Zündschlüssel) sehen den gezackten Bartschlüsseln häufig ähnlich und sind meist von der Form her symmetrisch. Es existieren auch spezielle Schlüsselformen, wie zum Beispiel jene von Ford nach dem Tibbe-Code. Schlüssel von Renault haben vorn im Bart ein kleines Loch. Autoschlüssel können auch eckige Rillen in den Seiten haben.

### Berliner Schlüssel/Durchsteckschlüssel

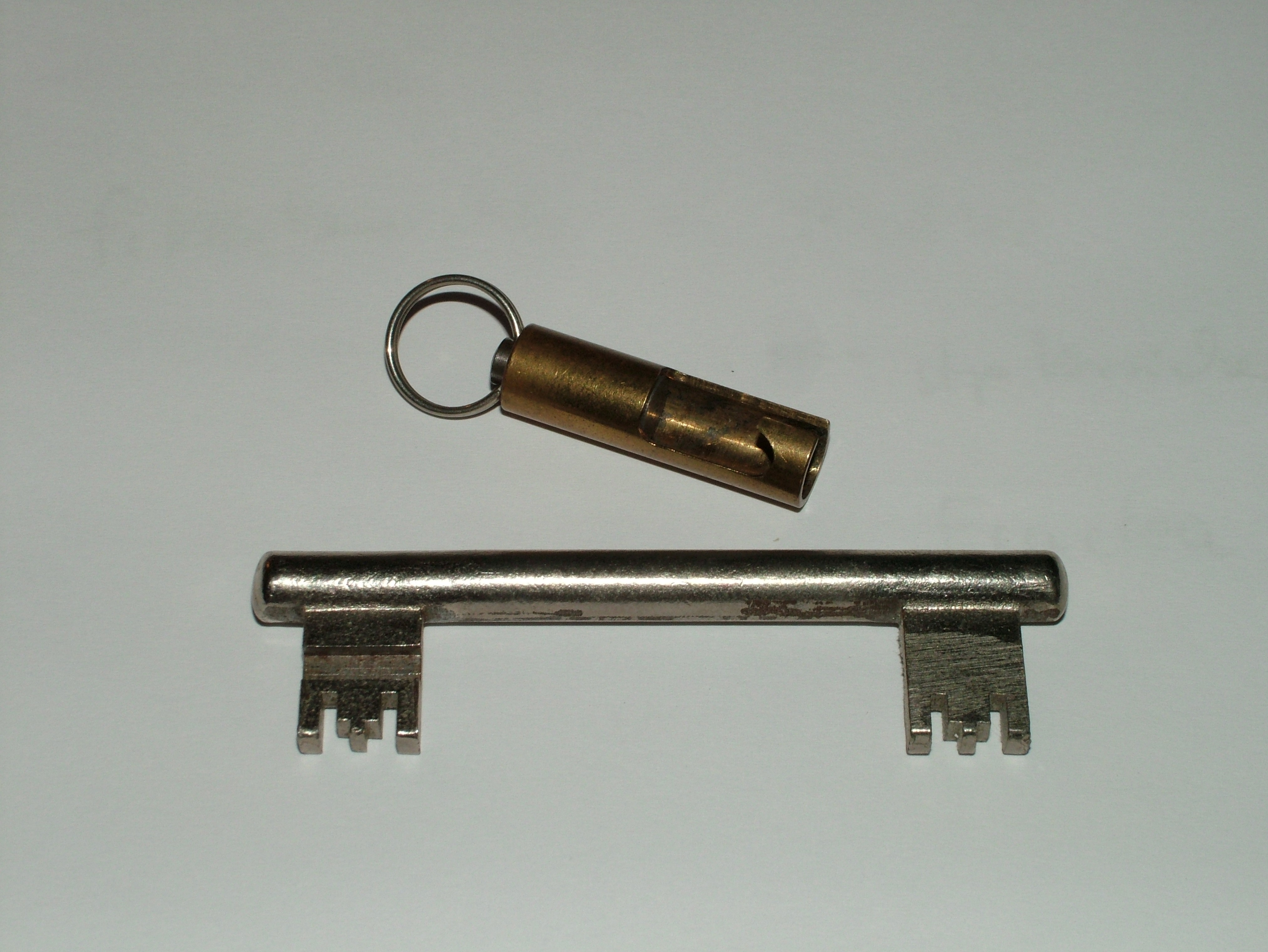
Berliner Schlüssel mit Halterung

Der Berliner Schlüssel oder Durchsteckschlüssel ist ein Schlüssel mit zwei Bärten. Er wird eingesetzt, damit Hausbewohner dazu gezwungen werden, nach dem Betreten oder Verlassen des Hauses wieder abzuschließen. Man muss erst normal aufschließen und schiebt den Schlüssel dann durch das Schlüsselloch. Nachdem man dann von innen abgeschlossen hat, kann man den Schlüssel wieder abziehen. Das System wurde 1912 von dem Berliner Schlüsselmacher Johann Schweiger erfunden. Der Berliner Schlüssel war in der ersten Hälfte des 20. Jahrhunderts verbreitet, heute ist er jedoch kaum noch in Gebrauch.

### Elektronische Schlüssel

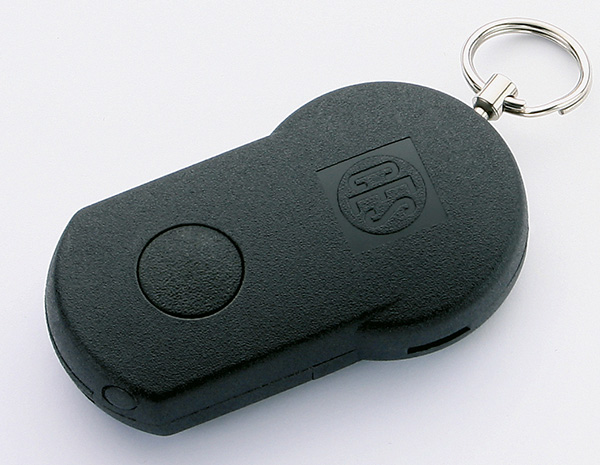
Aktiv-Transponder

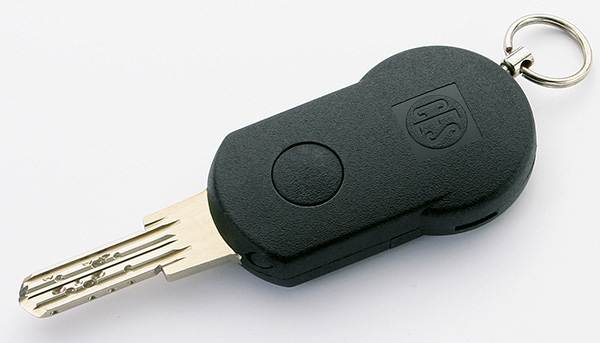
Aktiv-Transponder in Kombination mit einem mechanischen Schlüssel

Neben mechanischen Schlüsseln gibt es auch Magnetkartenschlüssel bzw. elektronische oder elektromagnetische Systeme, zum Beispiel:
- mit drahtlosem Sender (wie beim Autoschlüssel),
- mit Fingerabdruck-Erkennung oder
- mit RFID-Technik. Diese werden auch als Transponder bezeichnet. Diese Transponder gibt es als Karte oder Schlüsselanhänger oder in einem mechanischen Schlüssel integriert, wie es bei Autoschlüsseln mit integrierter Wegfahrsperre mittlerweile üblich ist.

## Kopieren von Schlüsseln

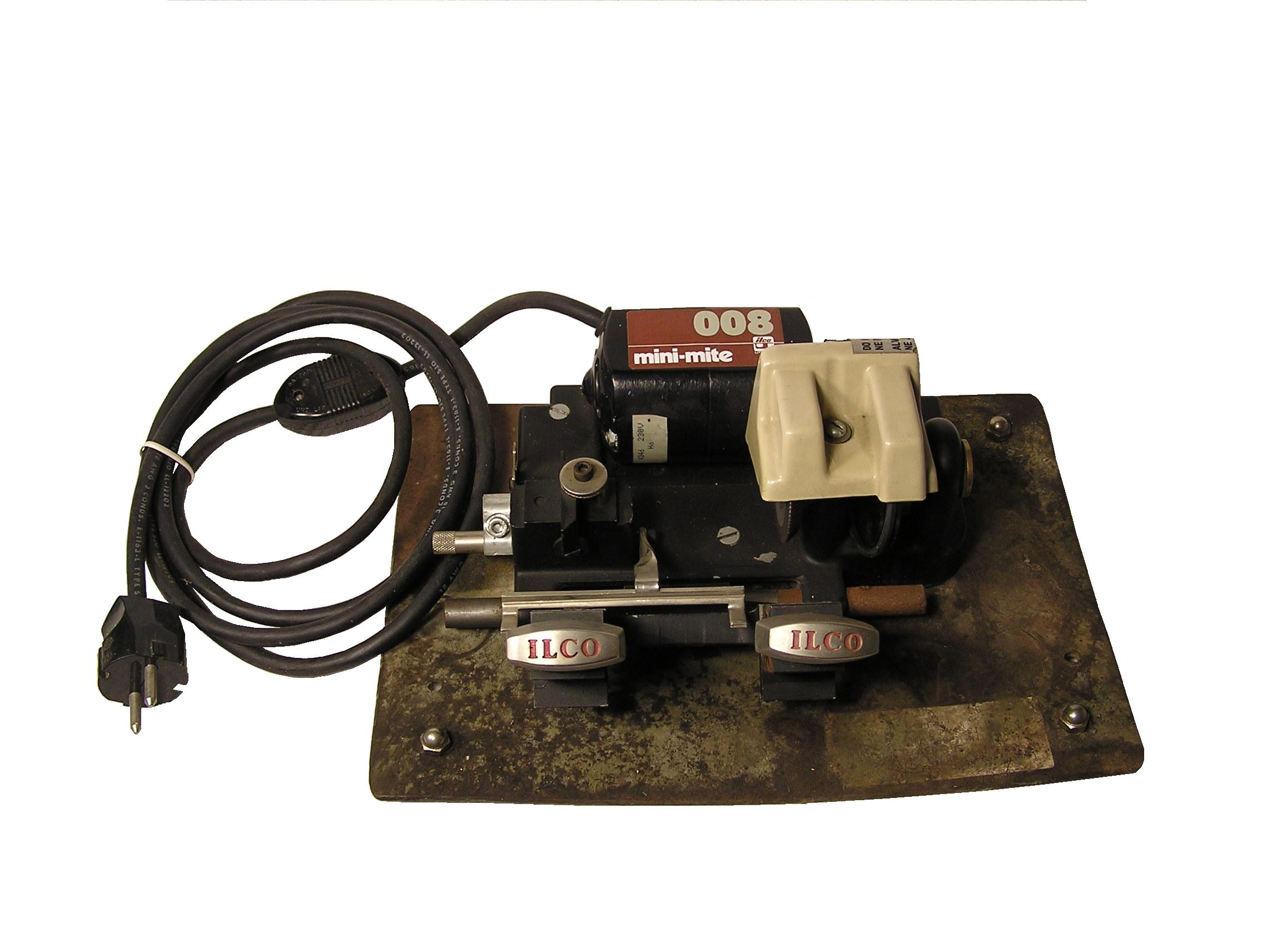
Kopier-Schlüsselfräse
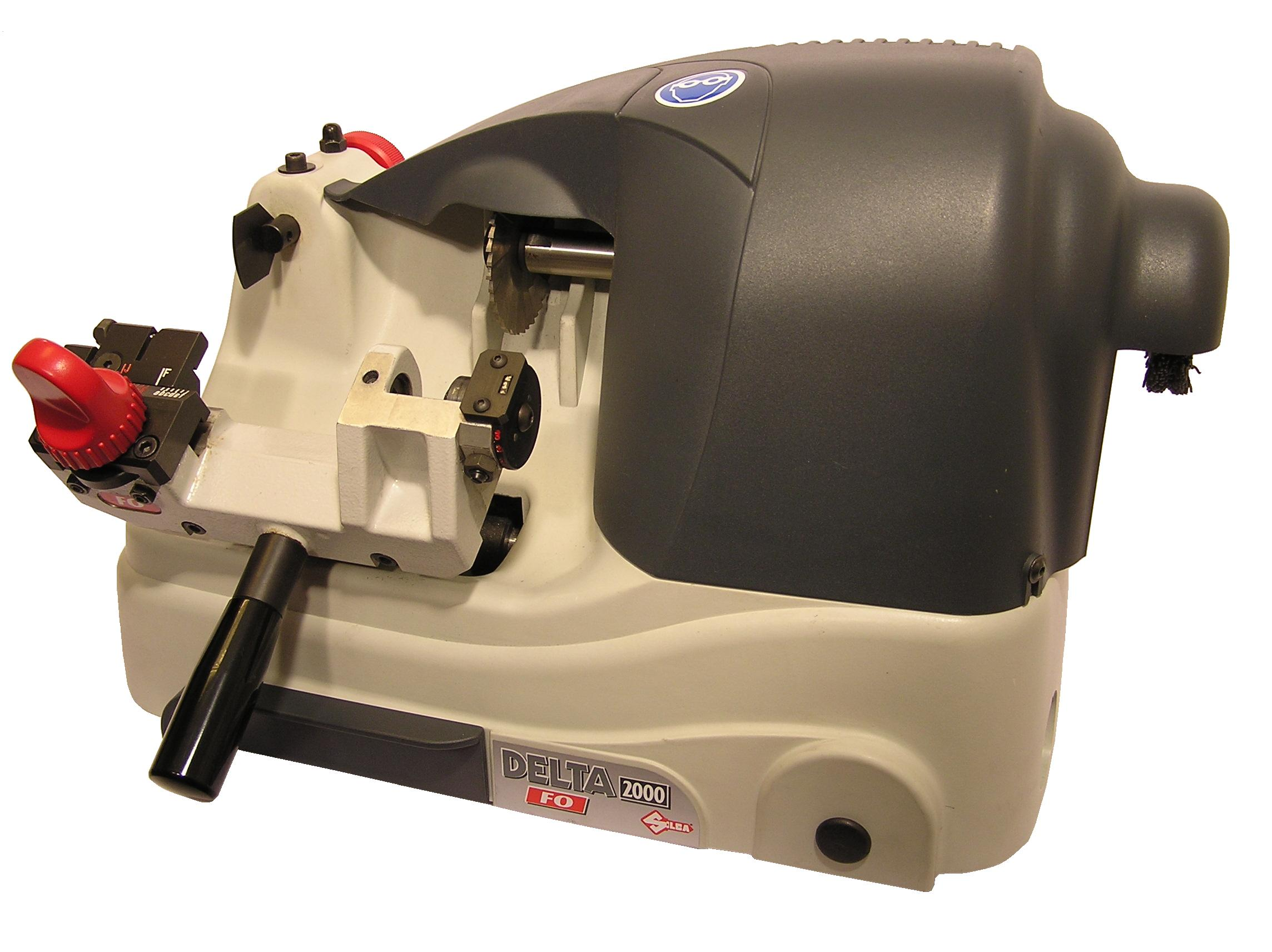
Kopier-Schlüsselfräse
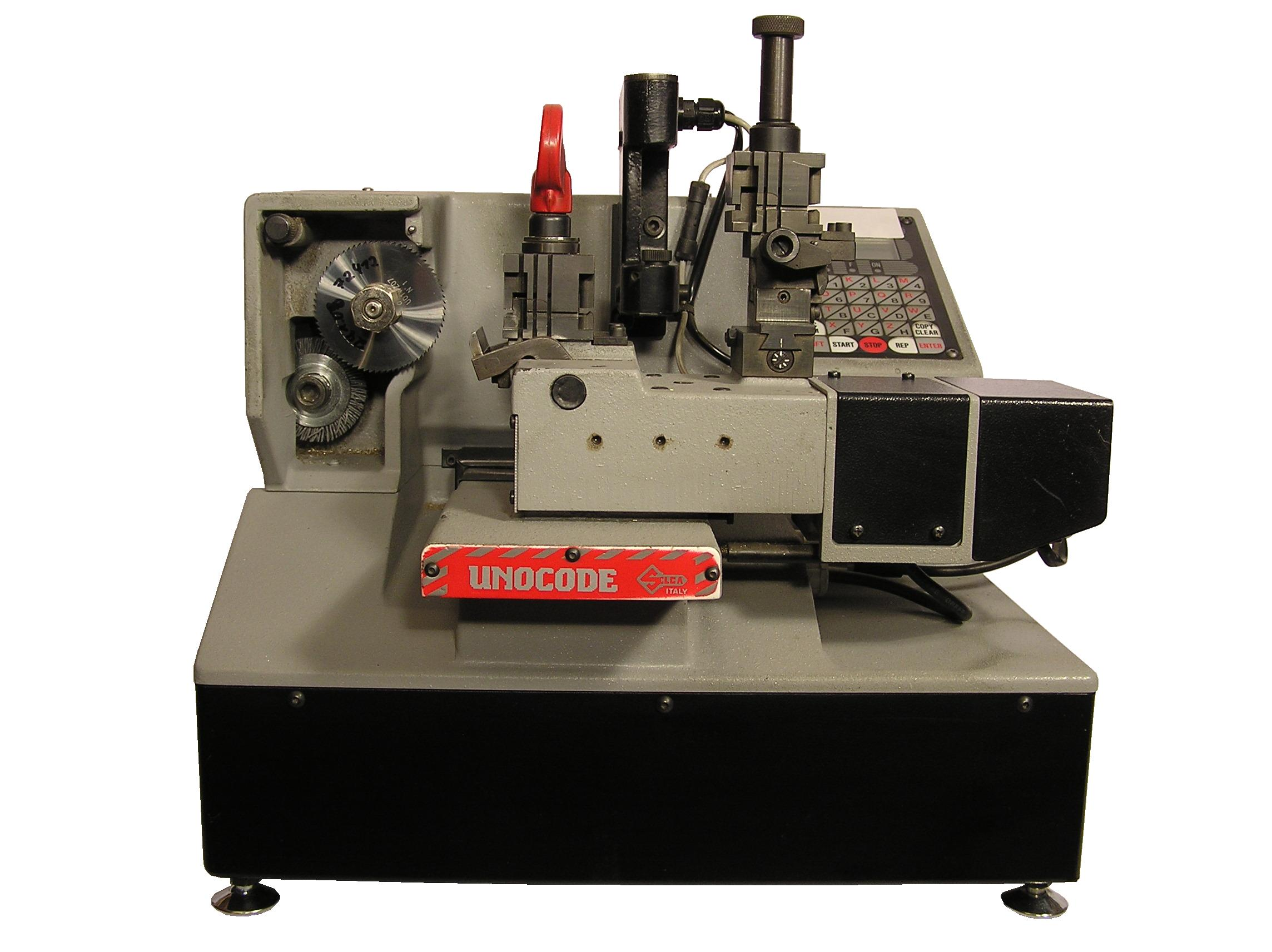
Codegebundene Schlüsselfräse
- Video eines Kopiervorganges
- Prozess des Kopierens eines gemeinsamen Schlüssels.

Schlüssel älterer Schließsysteme, sogenannte Bartschlüssel, wurden stets gemeinsam mit dem Schloss hergestellt. Nachschlüssel ließen sich durch Feilen einer weitgehend mit einer Vorlage identischen Kopie erzeugen. Fehlt die Vorlage, z. B. weil sie der Schlüsselinhaber nicht herausgegeben hat, ist es möglich, die Kopie anhand eines Abdruckes herzustellen, der von der Vorlage in weichen Ton, Knetmasse oder Gips gemacht wird. Die Kopie wird dann so lange befeilt und bearbeitet, bis der Nachschlüssel bequem in den Abdruck passt. Gibt es keinen Schlüssel (oder Abdruck des Schlüssels) mehr zu einem Schloss, kann die Anfertigung eines Schlüssels recht aufwendig sein, je nachdem wie kompliziert das Schloss konstruiert ist.
Einfache Bartschlüssel müssen aber allgemein nicht sehr passgenau sein, da in vielen älteren Schlössern der Bart allein durch seine Form, die sogenannte Schweifung, bestimmt, ob er in das Schloss passt; der Schließvorgang jedoch von der Form des Schlüssels weitgehend unabhängig funktioniert. Schlüssel mit den für einfache Zimmertürschlösser verbreiteten Schweifungen sind daher als fertige Ersatzteile erhältlich.
Heute lassen sich viele einfache Schlüssel, die großflächig bei Wohnungstüren oder Gebrauchsräumen verwendet werden, immer noch mit einer Vorlage kopieren, die in eine Maschine eingespannt und abgetastet wird, wobei die Information auf ein Werkzeug übertragen wird, das einen Rohling bearbeitet. Dienstleister bieten diese Arbeit preisgünstig an und benötigen wenige Minuten dafür, sofern die passenden Rohlinge vorrätig sind. Die oberen beiden Bilder zeigen solche Maschinen.
Modernere Schlüssel lassen sich nicht mehr auf diese Weise kopieren. Für ihre Herstellung werden entweder keine Rohlinge frei vertrieben oder man benötigt eine Kennziffer oder einen numerischen Code, der die nötigen Informationen zur Herstellung des Nachschlüssels enthält. Eine dazu passende Fräsmaschine zeigt das obere dritte Bild. Durch die Formatierung des Codes ist dieser nur im jeweils geltenden Schlüsselsystem (Typ oder Hersteller) brauchbar und lässt sich nicht auf andere Systeme oder Methoden übertragen. Der Code kann entweder eine Kennziffer eines vom Hersteller geheimgehaltenen Katalogs sein oder sich direkt auf Parameter des Schlüssels beziehen. So geben bei Schlüsseln, die bestimmte elektrische/leitende Eigenschaften haben oder in die Magnete implementiert sind, die Codes diese Eigenschaften an. Ohne Kenntnis des Katalogs oder der Bedeutung der kodierten Eigenschaften lässt sich auch im Besitz einer Vorlage nur sehr schwer bis überhaupt nicht ein Nachschlüssel erzeugen. Der Vorteil dieser Methode besteht darin, dass Nachschlüssel mit modernen Kommunikationsmitteln bestellt werden müssen und per Post geliefert werden können.
Moderne Schlüsselsysteme bieten außerdem aufgrund der hohen Zahl der möglichen Schlüssel den Vorteil, dass durch Austauschen der Schließzylinder ein einzelner oder eine Teilmenge der umlaufenden Schlüssel unbrauchbar werden kann, die übrigen aber funktionsfähig bleiben. Die Hersteller bieten hier verschiedene Möglichkeiten an. Auch individuelle Schlüssel lassen sich erstellen, wobei angegeben werden kann, zu welchen Schlössern ein solcher Schlüssel passen darf. Man spricht dann von einer Schließanlage. Dieser Schließanlage ist eine Sicherungskarte beigelegt, mit der man unter Vorlage der Karte Nachschlüssel anfertigen lassen oder Erweiterungen der Schließanlage beauftragen kann.

## Mehrfachschlösser
Bei diesen Systemen lässt sich die Tür nur dann öffnen, wenn zwei oder mehr Schlüssel gleichzeitig zur Anwendung kommen, um sicherzustellen, dass die Tür nur von mehreren anwesenden Schlüsselinhabern gemeinsam geöffnet werden kann. Entweder sind mehrere Schlösser in die Tür eingebaut oder ein Schloss enthält mehrere Schließzylinder. Dann sind auch Kombinationslösungen möglich, bei denen z. B. mindestens zwei von drei Schlüsseln zum Öffnen benötigt werden. Aufgrund der aufwendigen Anfertigung dieser Schlösser werden sie heute zunehmend von elektronischen Sicherungseinheiten mit Zugangscodes abgelöst. Aus traditionellen Gründen sind sie aber noch bei Tresoren oder bei besonders gesicherten Räumen gebräuchlich. Bei neueren Bauarten betätigen die Schlüssel den eigentlich mechanischen Schließvorgang nicht mehr, sondern werden nur noch erkannt und setzen dann eingebaute, elektronisch gesteuerte Automatismen in Gang, was die Vergabe der Schlüssel erleichtert und Maßnahmen im Falle eines Schlüsselverlusts vereinfacht. Einzelne Schlüssel oder ihre Besitzer lassen sich aus dem Kreis der Zugangsberechtigten zurückziehen, ohne Umbauten am Schließsystem vornehmen zu müssen. Auch lässt sich für jeden Schlüsselinhaber festlegen, ob er die Tür allein oder in Begleitung öffnen darf. Im Gegensatz zum Zugangscode bieten diese Systeme einen höheren Schutz gegen Weitergabe, im Gegensatz zur Magnetkarte sind sie schwerer kopierbar, nicht versehentlich löschbar und mechanisch unempfindlicher im täglichen Gebrauch.

## Symbolik und Ikonographie
Während in Redewendungen und zusammengesetzten Begriffen (wie Schlüsselfeld, Schlüsselqualifikation, Schlüsselindustrie, Schlüsselposition, Schlüsselreiz, Schlüsselroman), das Wort Schlüssel oft im übertragenen Sinne benutzt wird, meist um ein zielführendes oder verständnisbildendes Hilfsmittel zu charakterisieren, ist der sinnbildliche Gehalt materieller oder bildlicher (zeichenhafter) Schlüssel eher als legitimierendes Zeichen von Machtausübung eingesetzt und verstanden worden.

### Antike
Da Griechen und Römer sich den Himmel und die Unterwelt mit Toren verschlossen vorstellten, besaßen auch verschiedene Götter Schlüssel, so vor allem Janus. Der Schlüssel als Zeichen hoheitlicher Gewalt im Sakralbereich begegnet in der Ikonographie auf griechischen Grabreliefs seit der klassischen Zeit, wo er vor allem Tempelpriesterinnen zuzuordnen ist. Wegen seiner Größe wurde das Instrument in Form eines zweimal rechtwinklig gebogenen Stabes (lakonischer Schlüssel) auf der Schulter getragen.

### Christliche Symbolik und Ikonographie

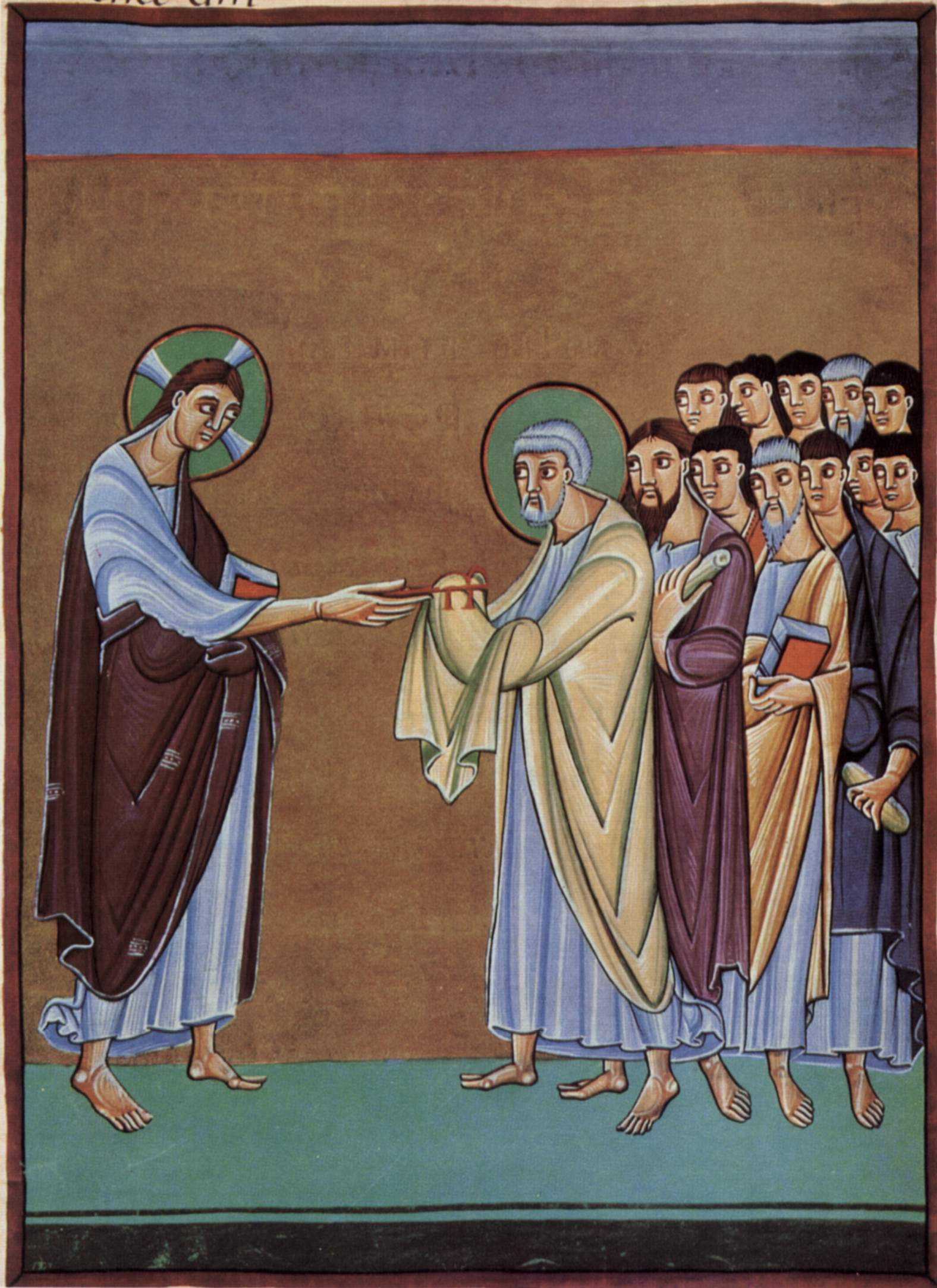
Der Hl. Petrus empfängt die Schlüssel des Himmels, Buchmalerei im Perikopenbuch Heinrichs II., um 1000

Eine Bibelstelle im Alten Testament (Jesaja 21,22 ), wo dem Eljakim  die Schlüssel des Hauses Davids auf die Schulter gelegt werden, wurde vorbildhaft für die bedeutungsvolle und in ihren theologischen Interpretationen umstrittene Szene im Neuen Testament (Matthäus 16,19 ), in der Jesus die Schlüssel des Himmelreiches dem Apostel Petrus übergibt. Da die Nachfolger Petri damit ihre Binde- und Lösegewalt legitimierten, erscheinen dementsprechend auch zwei Schlüssel im päpstlichen Wappen.

### Heiligenattribute
- Apostel Petrus, zur Schlüsselübergabe siehe den voraufgehenden Abschnitt.
- Benno von Meißen (um 1010–1106), Bischof von Meißen. Eine Legende erzählt, dass der Kirchenschlüssel, den er in die Elbe warf, um ihn dem Zugriff des Kaisers zu entziehen, von einem Fisch verschluckt und nach Rückkehr des Bischofs im Fischbauch gefunden worden sein soll.
- Servatius von Tongern, der durch ein Wunder in Rom die Schlüssel des Hl. Petrus bekommen haben soll.
- Hubertus von Lüttich, Schutzpatron der Schlosser, siehe auch Hubertusschlüssel.
- Einige weitere verehrte Gestalten werden mit einem nicht obligatorischen Schlüsselattribut dargestellt, so Genoveva von Paris[19] (in ihrer Legende öffnet sie die Stadttore, um Gefangene zu befreien), und der selige Gamelbert (mit den Schlüsseln seiner Investitur).[20]
- Die Schlüsselbunde der Hl. Notburga von Rattenberg, der Hl. Petronilla und der biblischen Martha kennzeichnen ihre hausfrauliche Rolle.

### Emblematik in Renaissance und Barock

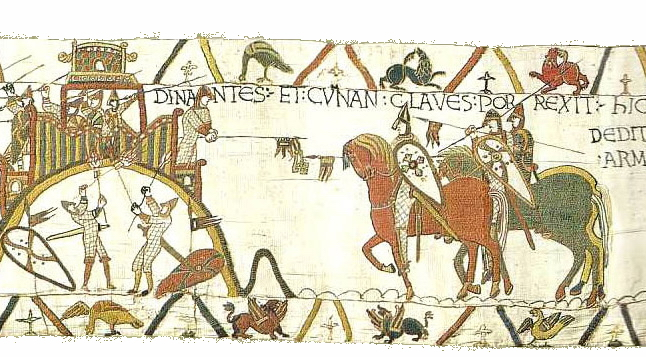
Szene 20 des gestickten Teppichs von Bayeux (um 1070): Die Stadt Conan ergibt sich durch Übergabe der an der Lanzenspitze überreichten Stadtschlüssel.

In der Emblematik des 16.–17. Jahrhunderts kann der Schlüssel neben dem päpstlichen Sinnbezug folgende Bedeutung haben: die Macht des Gebetes, die Erlösung durch Christus, die Tugenden der Hausfrau und die Verschwiegenheit. In der Hand Amors ist er begleitet von den Zeilen: „… nur einer der zu mir paßt, findet zum Innersten meines Herzens …“. Der Schlüsselbund steht für die Verschiedenheit der Begabungen.

### Die Schlüsselübergabe als Kapitulations- oder Huldigungsakt

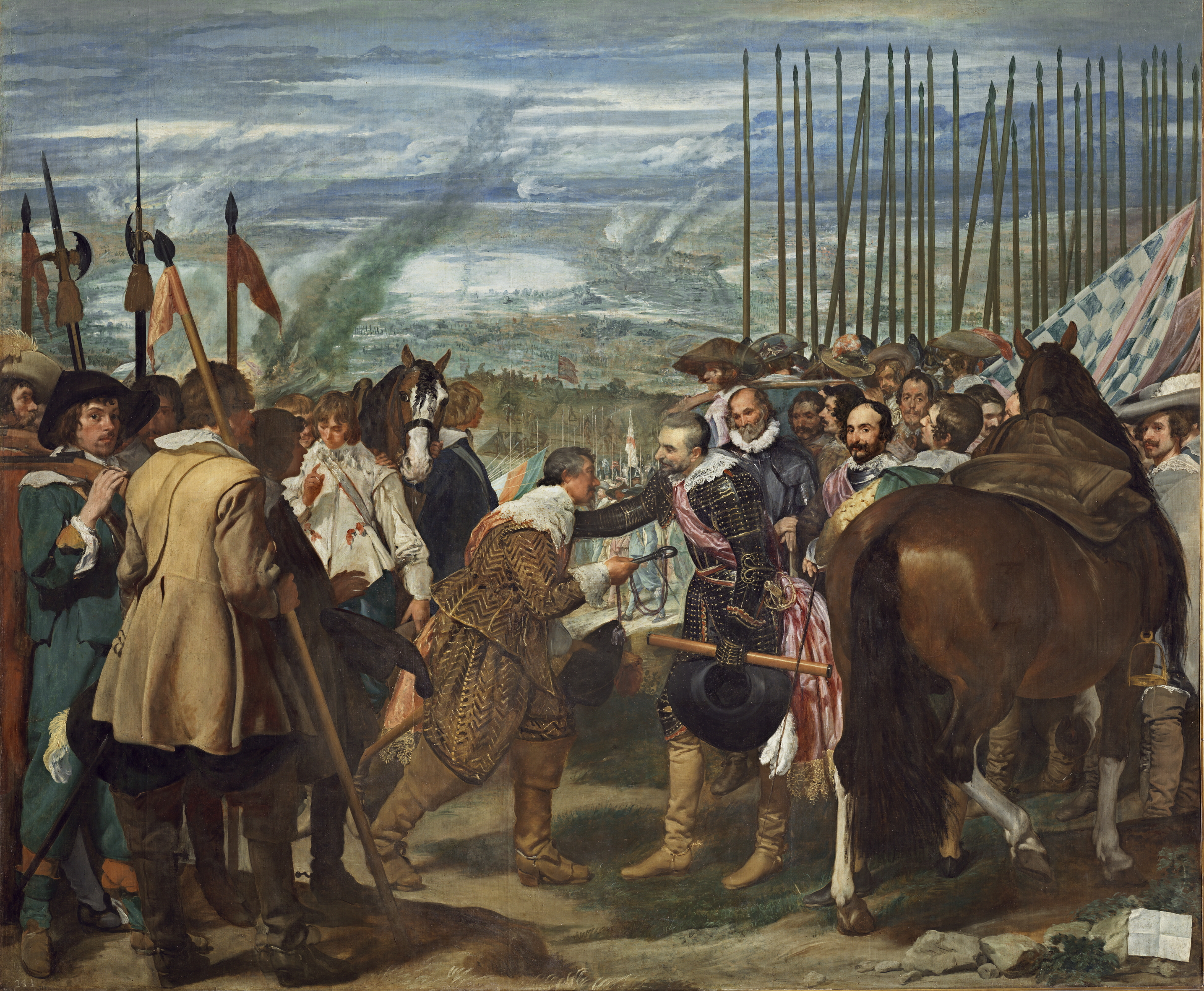
Velázquez: Die Übergabe von Breda, 1625, Prado.

Die zeremonielle Überreichung der Schlüssel eroberter Städte und Festungen an den Sieger wurde wohl erst im Mittelalter üblich. Eine der ältesten Darstellungen dieses Vorgangs sehen wir auf dem Teppich von Bayeux (nach 1066), das berühmteste Beispiel der Kunstgeschichte in der Übergabe von Breda (1625) von Diego Velázquez und in der Moderne schließlich eine äußerst unzeremonielle, aus dem Rituellen ins Existenzielle gewendete Version in Gestalt der Bronzegruppe „Die Bürger von Calais“ des Auguste Rodin (1895).
Die nach Eroberungen übergebenen Stadtschlüssel blieben oft im Besitz des Siegers, während bei Huldigungen, die keinen unmittelbaren Kapitulationsakt darstellten, die Schlüssel anschließend wieder stillschweigend ihrem bisherigen Gebrauch zugeführt wurden. In anderen Fällen ließ man eigens prächtige Exemplare zu solchen Zeremonien anfertigen, wie beispielsweise Jérôme Bonaparte 1808 dekretierte.
Wiederaufgenommen wurde dieses Ritual bei der im heutigen Brauchtum mit symbolischen Schlüsseln häufig vollzogenen „Machtübergabe“ von Rathäusern an die Narren während der Karnevalstage. Ferner ist das Überreichen von ebenfalls medienwirksam vergrößerten Schlüsselattrappen eine übliche Aktion bei Gebäudeeröffnungen und Einweihungen.

### Heraldik
Zahllose Personen und Körperschaften führten und führen zum Teil bis in die Gegenwart einen oder mehrere Schlüssel im Wappen oder Signet. In der überwiegenden Zahl der Fälle ist das Motiv abgeleitet vom Attribut des Hl. Petrus, der auf den Namenspatron des Wappenführers oder das Patrozinium der örtlichen Kirche verweist.

### Eherechtliche Schlüsselgewalt
Als Sinnbild der Verfügungsgewalt der Ehefrau (Schlüsselgewalt) über Angelegenheiten des eigenen Haushalts galt seit antiker Zeit der Schlüssel. „Einer Frau den Schlüssel wegnehmen“ (claves uxori adimere) war gleichbedeutend mit Scheidung. Mittelalterliche und frühneuzeitliche Darstellungen zeigen Ehefrauen oft mit einem demonstrativ zur Schau gestellten Schlüsselbund am Gürtel.

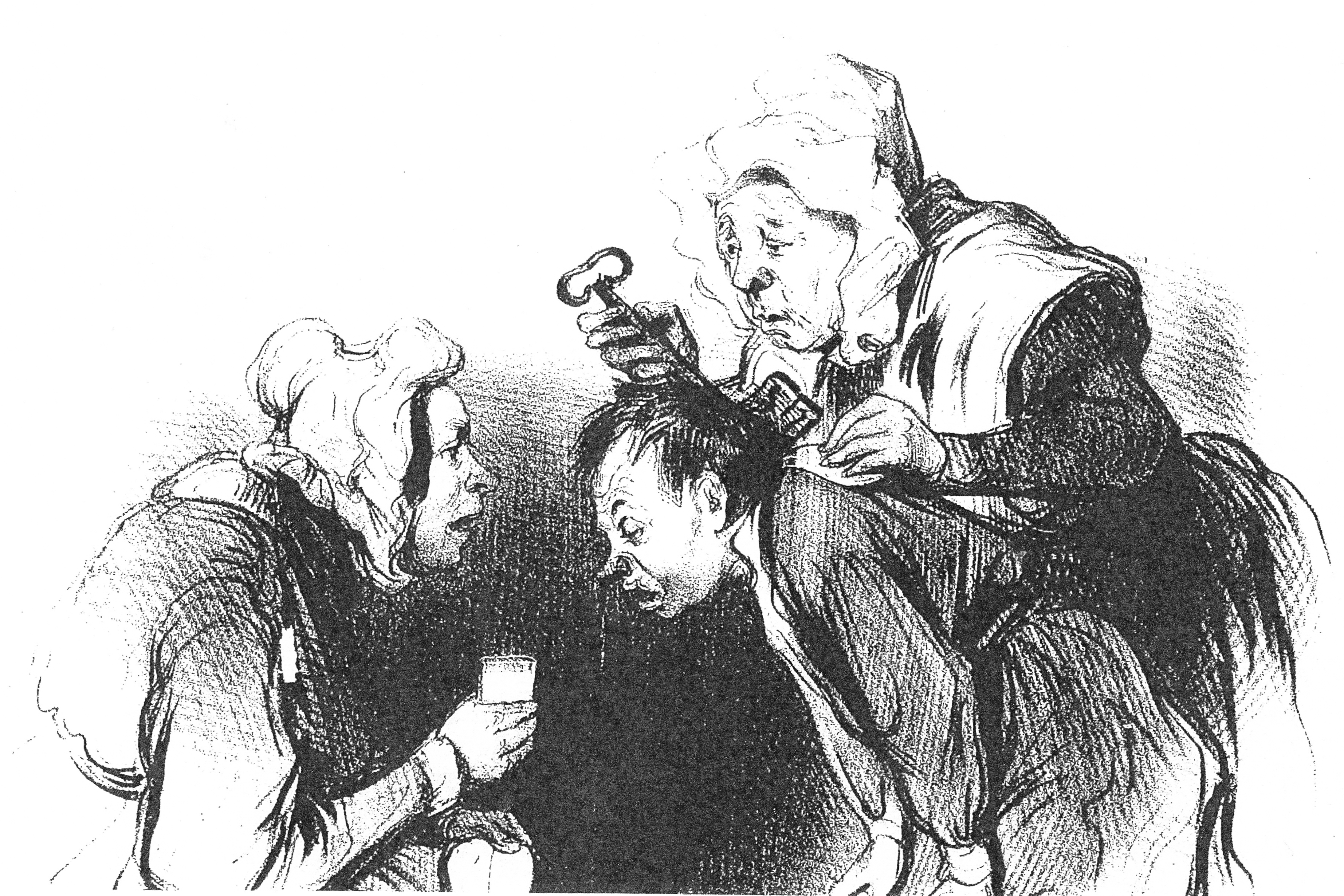
Der Versuch, mit Hilfe eines Schlüssels Nasenbluten zu stillen. Lithographie von Honoré Daumier, Mitte des 19. Jh.

### Kammerherrenschlüssel
Kammerherren trugen als Zeichen ihrer Würde einen Schlüssel zu den fürstlichen Privatgemächern sichtbar auf ihrer Amtstracht. Im 18. Jahrhundert wandelte sich der Kammerherrenschlüssel zu einem nur noch symbolischen Prunkstück aus vergoldeter Bronze.

### Schlüssel im Volksglauben
Im Volksglauben begegnet der Schlüssel als Träger magischer Kräfte in variantenreichen Anwendungen. Er heilt vermeintlich Krankheiten und Verletzungen, schützt vor Gefahren und dient als Instrument bei der Befragung der Zukunft. Die naheliegende Symbolik von Schlüssel/Phallus und Schloss/Vagina steht im Zusammenhang mit „abergläubischen“ Handlungsmustern, die bei Schwangerschaft und Geburt angewendet wurden. Besondere Wirkungsmacht wurde den über mehrere Generationen vererbten Schlüsseln zugesprochen. In Amulettform waren Heiligenattribute (Petrus-, Ulrichs-, Hubertusschlüssel) verbreitet, in der Steiermark der Reiner Gnadenschlüssel. Der sogenannte Fraisschlüssel, an einer Kette um den Hals getragen, sollte vor Krämpfen schützen.

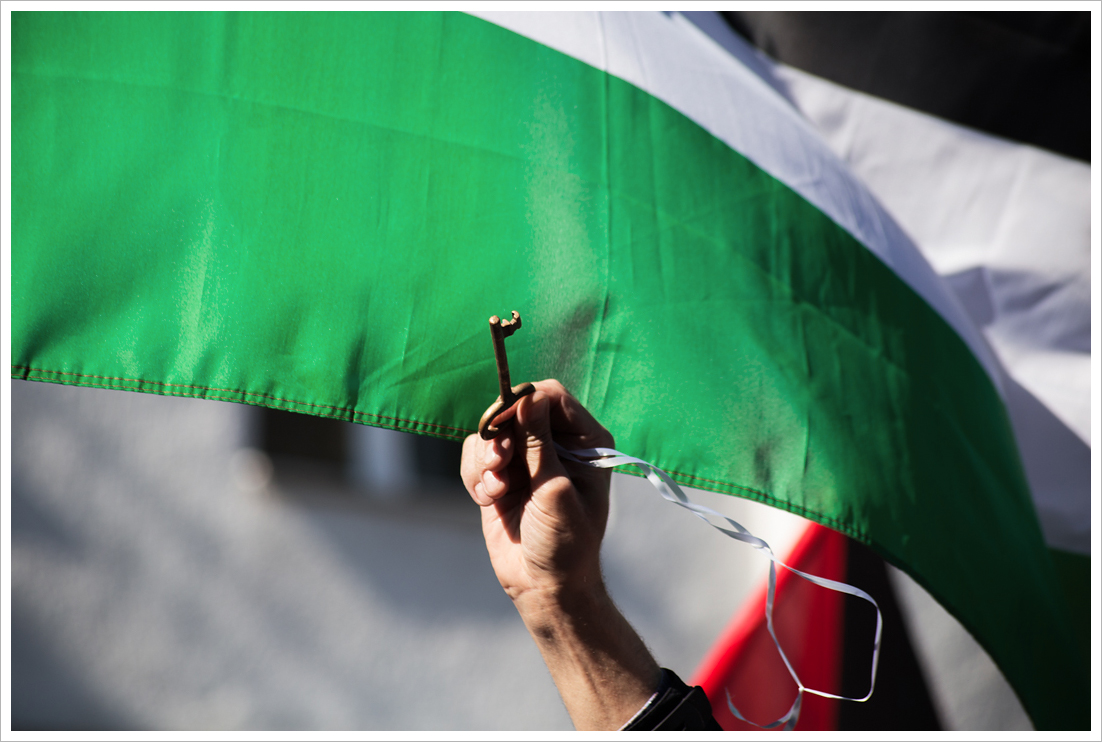
Palästinensischer Schlüssel bei einer Demonstration zum Nakba-Tag in Berlin

### Schlüssel als politisches Symbol
Der „palästinensische Schlüssel“ ist das Symbol für die in der Nakba verlorenen Häuser, als im Zuge der palästinensischen Vertreibung und Flucht von 1947 bis 1949 mehr als die Hälfte der Bevölkerung des Mandatsgebiets Palästina entweder vertrieben wurde oder vor der Gewalt floh und ihnen anschließend das Recht auf Rückkehr verweigert wurde. Der Schlüssel gilt als Teil des Willens und der Hoffnung auf Rückkehr und als Anspruch auf den verlorenen Besitz.

## Bräuche
Ein alter Initiationsritus der Schlosser, um aus einem Lehrling einen Gesellen zu machen, ist das Schlüsselbeißen.

## Pfeifkonzert auf Schlüsseln
Bis in die erste Hälfte des 20. Jahrhunderts waren Hohlschlüssel weit verbreitet, bei denen zur besseren Führung beim Schließen der hohle Halm (das Rohr) auf einen Stift (Dorn) im Schloss traf. Auf diesem Rohr des Hohlschlüssels kann man pfeifen. Wenn eine Theater- oder Musikpremiere zu einem Theaterskandal führte, konnte das Publikum spontan zum Hausschlüssel greifen und durch (Aus-)Pfeifen seinen Unmut äußern. „Ein Pfiff gellt aus einem Schlüssel“, beschreibt beispielsweise Paul Gurk 1934 in seinem Roman Berlin solchen Protest. Heute ist die Möglichkeit, auf Schlüsseln zu pfeifen, aufgrund des fehlenden Hohlraums bei den modernen Schlüsseln in Vergessenheit geraten. Deswegen werden historische Äußerungen über beabsichtigte Störungen mit Hausschlüsseln ggf. nicht mehr verstanden, wie in 1913: Der Sommer des Jahrhunderts von Florian Illies, der den zitierten Protest des Publikums gegen die moderne Musik Arnold Schönbergs mit Hausschlüsseln als vermeintliches „niederrasseln“ und Klappern („es wird gezischt, gelacht, mit den Schlüsseln geklappert“) fehlinterpretiert.